# Erdély története a honfoglalástól a mohácsi vészig

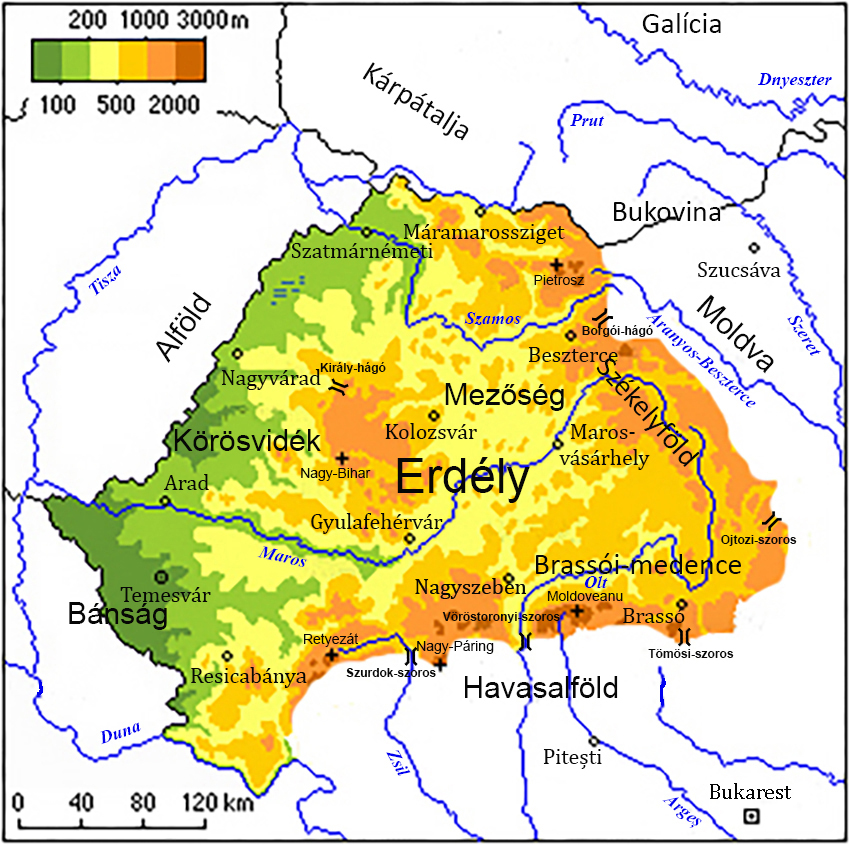
A széles értelemben vett Erdély hegy- és vízrajzi térképe

Erdély története a honfoglalástól a mohácsi vészig szervesen összefonódott egész Magyarország korabeli történelmével. A magyar honfoglalással Erdély, ahová elsőként érkezett a magyarság zöme, a nagyfejedelemség szerves részévé vált, a honfoglaló magyar nemzetségek egy része itt, főleg a Szamos völgyében telepedett meg. A gyulák bizonyos önállósodási törekvéseit, ami bizánci külpolitikai orientációjukban is megjelent, Géza fejedelem dinasztikus házasságával, majd Szent István határozott országegyesítő lépéseivel semlegesítették az Árpádok.
A korabeli viszonyokhoz képest is ritkán lakott, nagyrészt sűrű erdőkkel borított Erdély stratégiai szerepe a magyar állam számára a keleti támadások, a népvándorlás utolsó hullámai elleni védekezés volt. A magyar királyok az országrész védelme és gazdasági kiaknázása érdekében jelentős telepítéseket hajtottak végre, székelyeket, szászokat, majd románokat telepítettek be.
A tatárjárás talán Erdélyben okozta a legsúlyosabb pusztításokat Magyarországon. A helyreállítás jelentős társadalmi változásokkal, újabb betelepítésekkel járt. A központi királyi hatalom és a helyi nagybirtokos arisztokrácia küzdelme itt is, mint szerte Magyarországon, váltakozó sikerrel járt. Az erdélyi vajdákat a király, a helyi önállósulás megakadályozása érdekében, általában külső magyarországi nagyurak közül nevezte ki, és gyakran váltogatta őket.
A 14. század, az Anjou királyok kora Erdélyben is belső társadalmi nyugalmat és gazdasági fellendülést hozott. Kialakult és megerősödött a három erdélyi „nemzet”, a magyar nemesség, a szász polgárság és a székelység politikai közössége. Ez a nemzetfogalom alapvetően különbözött a maitól, etnikai és nyelvi jelentősége csekély volt, és a különböző nemzetiségű, de nagyrészt magyar jobbágyok pedig teljesen kimaradtak belőle. A jelentős számú románság vezetői a magyar nemességbe, a közrendűek a jobbágyságba olvadtak be.
A 15–16. században Erdélyben is kiéleződtek a társadalmi ellentétek, egész Európához hasonlóan parasztfelkelésekre is sor került. Egyre terjeszkedett a kor nagyhatalma, az oszmán birodalom is Magyarország felé. A török veszéllyel szemben Erdély nagy szülöttje, Hunyadi János sokáig sikerrel védte egész Magyarországot.

## Erdély a magyar honfoglalás után

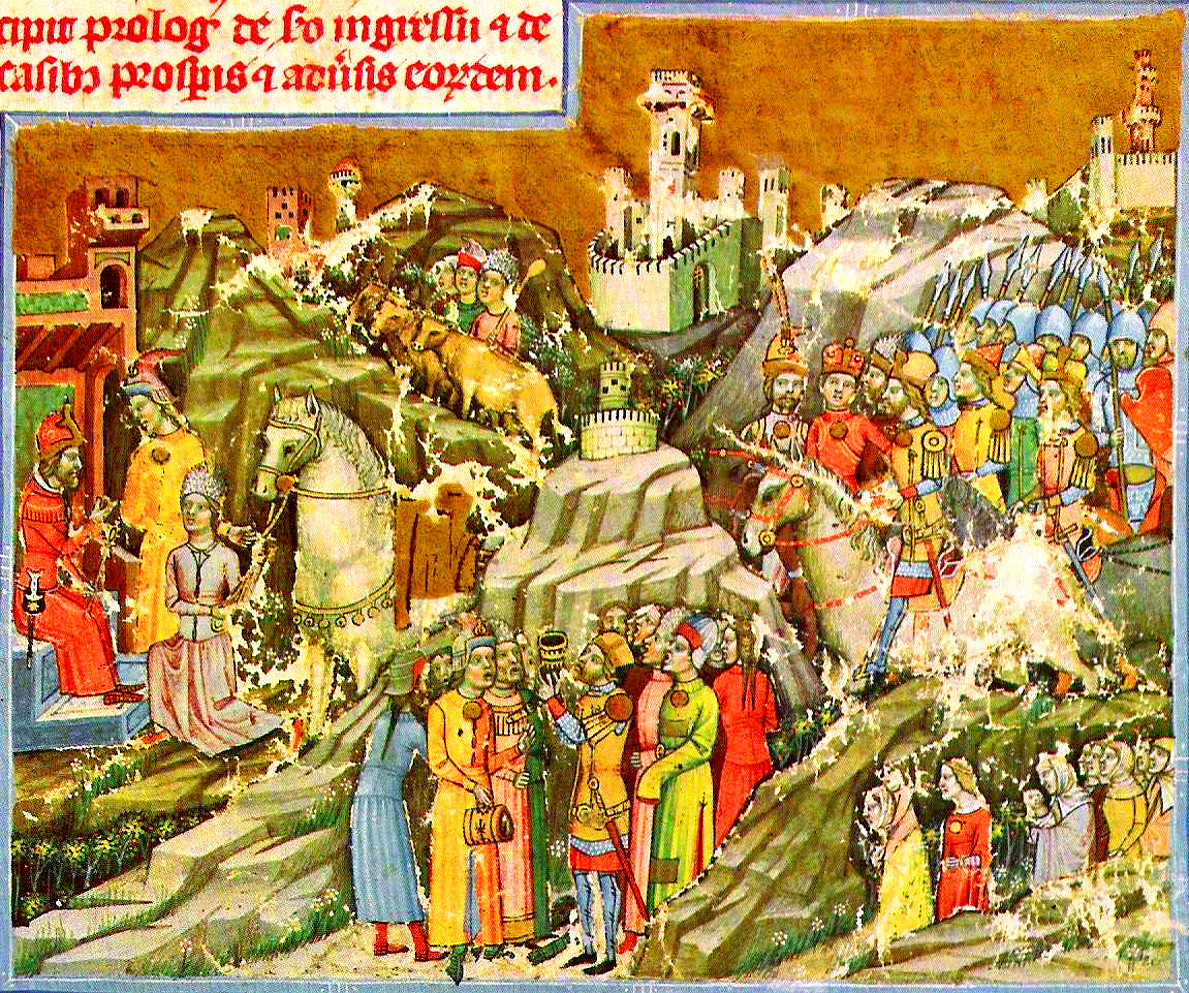
A honfoglalás. Miniatúra a Képes krónikában

Anonymus mesés történetével szemben a honfoglaló magyarok a Keleti-Kárpátok több járható hágóján át egy időben érkeztek Erdélybe. Ide jutottak a a Balkánon a bolgároktól vereséget szenvedett, visszavonuló magyar csapatok is a Déli-Kárpátokon keresztül. A magyar honfoglalás első állomása tehát Erdély volt, itt került sor Álmos vezér szakrális feláldozására is. A honfoglalás további útja a Maros és a Sebes-Körös völgyén, s talán a Meszesi kapun át Erdélyből kifelé vezetett az Alföld irányába.
A régészeti leletek is arra mutatnak, hogy Erdély különböző részein a 9–10. század fordulójától egyszerre kezdődik el a honfoglaló magyarság megtelepülése. A magyarok először a stratégiai és közlekedési csomópontban fekvő ókori Napoca maradványait foglalták el. Az antik falakon kívül létesültek, közvetlen a honfoglalás után, a magyarok első temetői. A római várostól keletre, az egykori Zápolya utcában feltárt temetőrész – csonkasága ellenére – csak az eddig feltárt legjelentősebb honfoglaló temetőkkel mérhető össze. Ugyancsak a honfoglalást közvetlenül követő időszakban nyitott, helyi előzmények nélküli magyar temetőket találtak, általában harcosok lovassírjait fegyvereikkel, de magyar köznépi temetőket is – a teljesség igénye nélkül – a háromszéki Eresztevény-Zádogos tetőn, Kézdivásárhelyen, Köpec-Kőcsukkon, Sepsiszentgyörgy-Epres-tetőn, Székelyderzs-Új utcában, Réty-Teleken, Marosgombáson, Magyarlapádon,  Borosbenedeken, Déván. Gyulafehérváron a 11. századi templom építésekor romboltak szét egy lovastemetkezést. Maroskarna-Szőlőhegy temetője mintegy 2000 méterre fekszik a bolgár korszak temetőjétől. Valószínűleg fegyveres, hadi szolgálatot teljesítő csoport temetkezett itt, akiket a honfoglaláskor a sókitermeléssel foglalkozó bolgárok ellenőrzésére telepítettek ide.
Az Alföld Erdély felé eső határán különösen fontos leleteket találtak a Biharváron kialakult fejedelmi központ körül.

### Erdély benépesülése a 10–11. században
1910–1912 között két olyan köznépi magyar temetőt tártak fel Erdélyben, amelyek szorosan kapcsolódtak a lovas-lószerszámos sírokkal tarkított honfoglalás kori „középréteg” temetőihez és egymáshoz is. Mindkettőt obolusok, vagyis korabeli, használatban lévő pénzek keltezik. Ez a két erdélyi temető kitűnő alapokat adott a 10–11. századi Magyarország köznépi rétegének meghatározásához.
Az egyik ilyen temető az Aranyos folyó völgye felett Várfalva-Váralján, az első Tordavár várnépének korai temetkezési helye. Déli részén a sírmellékletek, a ruhanyakat díszítő kéttagú csüngők, öntött ruhadíszek és pitykék, ezüst és bronz mentegombok, huzalból sodrott nyakperecek, lemezes és állatfejes karperecek jellegzetes 10. századi magyar viseletről tanúskodnak. A rombuszpengéjű nyílcsúcs pedig „a magyarok nyiláról”, melytől az egész 10. századi Európa rettegett. Az északi részen viszont már a szájba vagy kézbe helyezett „sírobolusok” jellemzők, az I. István, Péter és Sámuel valamint I. András pénzeivel keltezett sírok csoportja. A temetkezés ezen a helyen I. László korában szűnt meg, az övéi az utolsó pénzérmék. A már keresztény halottakra az összekulcsolt kezek, a korai Árpád-kor egyszerű ékszerei a jellemzők, valamint a pogány kori mellékletek, élelem, edények, fegyverek hiánya.
Vajdahunyad-Kincses szőlőhegyén, Hunyadvár várnépének a temetőjében a 10. század emlékei már ritkák, viszont jelen vannak az első magyar királyok pénzei és a kor szegényes ékszerei.
Az Erdélyi-medence temetőinek vizsgálata kimutatja, hogy a 11. század elején a szentistváni államhatalom felszámolta a 10. századi pogány középréteget, eltűntek a lovas-fegyveres „pogány” temetők, viszont a köznép zökkenő nélkül élt és temetkezett tovább a keresztény királyság idején. E temetők Erdély területén szinte egyenletesen oszlanak el.

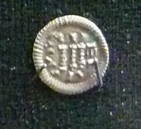
II. Béla pénzérme sírobolusként is használt pénzérme

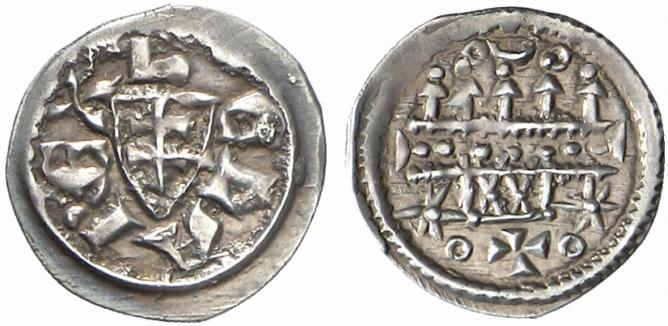
III. Béla pénzérme

A hatalmi központok közül a legkiemelkedőbb Gyulafehérvár. A gyula katonai kíséretére utal egy „viking” – vagy inkább bizánci – kardról származó bronz kardtokvég. A legkorábbi vári lovassír 10. századi kengyelmellékleteket tartalmaz. A vártól délnyugatra honfoglalók újra használatba vették a szláv urna- és bolgár kori csontvázas temetkezéseket is tartalmazó temetőt és folyamatosan temetkeztek benne a 12. század közepéig (II. Béla és III. Béla pénzei mint sírobolusok). Mind a vár területéről, mind a környékről még számos további magyar temetkezési hely ismeretes.
További uralmi központ volt a monumentális Doboka-vár, ami minden bizonnyal első ispánjáról, az Ajtonyt legyőző Csanádnak az apjáról, Dobokáról kapta nevét, és az erdélyi Árpád-kori védelmi rendszer egyik katonai központja lehetett.
A 10–12. századi magyar települések jellegzetes leletei a cserépbográcsok. Előzményei a kazár–bolgár „szaltovó–majáki” kultúrára vezethetők vissza. Ezek cserép- vagy vasüstök a magyarság 10–12. századi igazolt településterületén mindenütt (és csak ott) megtalálhatók. Társadalmilag a lassan felbomló közösségi-vérrokonsági (nagycsaládi) szervezet közös főzőedényei ezek, fennmaradásukat a rideg pásztorkodás is elősegítette.
A kor erdélyi lakóépületei ugyanolyanok, mint bárhol máshol a Kárpát-medencében vagy Kelet-Európában: 80-100 centiméter mélyen a földbe mélyített, lekerekített sarkú, 3×4–3×2 méter körüli alapterületű putrik kövekből rakott kemencével (pl. Mezőerked) vagy a ház sarkában földbe vájt földkemencével (Székelykeresztúr-Gyárfás-kert, Csernáton-Domonkos-kúria).
Csernátonban kis bizánci éremkincset is találtak, amit akkor rejthettek el, amikor a falu a 11. század második felében megújuló besenyő betörések következtében elpusztult. A pénzek II. Niképhorosz bizánci császártól és I. Jóannész Cimiszkesztől IX. Kónsztantinosz Monomakhoszig, azaz 963-tól 1055-ig terjednek, a katasztrófa ezután következett be.
Három másik éremkincs korára és elrejtési helyére nézve pontosan megfelel a Kapolcs vezette első kun támadás (1091) irányának. Az Ojtozi-szoroson behatoló kunok Torda és Kolozsvár környékének pusztítása után törtek ki az Alföldre. Az elásott kincsek azt is mutatják, hogy ekkoriban már egy-egy kézben tekintélyes pénzmennyiség gyűlt össze.
A Sebes- és Fekete-Körös menti hegyek és erdők (Király-erdő) illetve az Igfan/Ygfon nevű „szent rengeteg” néven egészen az újkorig bölényeiről volt híres. Az erdőség Géza dux kedvelt vadászterülete volt. A mai Belényesszentmiklós feletti magaslaton tártak fel egy a 11. század közepére datált tekintélyes méretű udvarházat udvari kápolnával; valószínűleg ez a legkorábbi ismert hercegi udvarház az Árpád-korból. A 13. században ez a királyi curtis a közeli Széplakon udvarházzal bíró Borsa nemzetség birtoka lett, akik kibővítették, a kis templom helyén pedig nagyszabású monostort emeltek.
Egészében véve a fegyveres középrétegnek a honfoglalás idején létesített sírjainak elhelyezkedése a Mezőség, a nagyobb medencék, mint a Háromszéki-medence, valamint a Maros-völgy stratégiai megszállását mutatják. A 10. század folyamán ez a besenyő becsapások elleni, mélyen tagolt védelmi rendszer fokozatosan átadja helyét az Erdélyi-medence tartós betelepítésének. A térség politikai-katonai központja kétségkívül Gyulafehérvár volt. Az 1003 utáni államszervezéssel járó új telepítés fő útvonala továbbra is a 11. század folyamán is a Maros völgye volt. A Sebes Körös–Király-hágó–Kis-Szamos útvonal jelentősége alárendelt maradt.
A 11. század utolsó végéig Erdély stratégiai erősségei északon Doboka-vár, keleten Küküllővár, délen Vajdahunyad akkori vára, Hunyadvár voltak. Körülöttük, valamint Kolozsvár és Tordavár körül volt sűrűbb a magyar megtelepülés. Gyulafehérvár központi szerepét továbbra is megtartotta. A régészet a honfoglalást megelőző zárt szláv települési csoportokat ugyanott mutatta ki, ahol a nyelvtudomány a helynevek alapján: a belső magyar tömbtől északra, keletre és délre. A szlávság élete ezeken a vidékeken belenyúlt a 11–12. századba is.
A 11. század utolsó harmadától központi területek védelmére Magyarország más területeiről a dél-erdélyi és besztercei részekre székely határőrfalvakat telepítettek, kisméretű földvárak köré. I. László és Kálmán idejében az egész területen megfigyelhető a falusi egyházi szervezet kiépülése; a korábban lakatlan területeken, egykori erdővidéken is megjelennek a templomok, templom körüli temetők nyomai. A kereszténység központjai az ispáni várak voltak. A magasabb egyházi szervezet azonban a Kolozsmonostor–Gyulafehérvár vonaltól keletre a 12. század elejéig nem épült ki.
A székely határőrszervezetet a 12. században, az első német betelepítések idején helyezték át a későbbi Székelyföldre. A régészet kimutatta, hogy az itteni új magyar határőr népesség az ország belső részében már nem „divatos” ómagyar hagyományokkal rendelkezett, viseletük gazdagsága pedig megközelítette a kor nemesi színvonalát.

### A honfoglaló magyar nemzetségek Erdélyben
Anonymus „Magyarország királyainak és nemeseinek származását” akarta megírni, és az ezzel kapcsolatos adatai egy fokkal közelebb állnak a valósághoz, mint elbeszélésének más részletei. Megbízható értesülései voltak a Kis-Szamos vidékéről; az e tájon birtokló Zsombor és Agmánd nemzetségek tagjaitól, akik szívesen közölték vele családi hagyományaikat.
Három további nemzetség is ősfoglalónak tekinthető Erdélyben, ezek a Kalocsa, a Borsa és az első ismert őséről Mikolának nevezhető nemzetségek. Mindnyájukra jellemző az állatalakos, tehát honfoglaló magyar nemzetségre valló címer (Zsombor-oroszlán és Agmánd-farkas mellett a Gyerők szarvasa, a Borsák hala és a Kalocsák madara). Birtokaik a későbbi királyi, püspöki várak körül terültek el, ami azt jelzi, hogy eredetileg azok a területek és az övéik voltak. Erdélyben tehát tovább fennmaradtak a nyomai az ősi magyar törzsszervezetnek. A Zsombor nemzetség vezetése alatt álló Agmánd, Kalocsa, Borsa és Mikola nemzetségekből megszervezett magyar törzs erdélyi megtelepülését a honfoglalás első nemzedékéhez lehet kötni.
A nemzetségek, nagycsaládok a megtelepülés kezdetén a Kis-Szamos mentén a honfoglalás előtt életmódjukhoz hasonlóan legelőváltó gazdálkodást végezhettek, erre mutat egy sor, a Kis-Szamos bal és jobb partján egymástól mintegy 50 km-re fekvő helynévpár: (Magyarnagy)zsombor–Szászzsombor, Buda (ma Bodonkút)–Budatelke, (Szarvas)kend–Ken(d)telke, Kecsed–Mezőkecsed, Oláhpéntek–Szászpéntek, Néma–(Nyulas)néma, Szekerestörpény–Szásztörpény, Kolozsgyula–Gyulatelke. Ezek valószínűleg a nemzetségek egyes legelőterületeinek végpontjait jelölik. A telepítésekre vonatkozóan kormeghatározó erejű a Kis-Szamos völgyében Szamosjenő és Mezőkeszü, az északi Maros-parton pedig az azóta eltűnt Megyer neve. Ezek a hét magyar törzsből háromnak a nevét viselik, és mint ismeretes, a törzsekből rekrutálódott vitézek letelepítésére utoljára István király uralma idején került sor.
Doboka, Torda,  (Belső-)Szolnok és Kolozs megyék a 10. század legvégén jöttek létre, a területükön élt öt nemzetség ekkor volt kénytelen földjének kétharmadát s népének egy részét is a király közvetlen rendelkezése alá adni. Már a honfoglalás utáni első nemzedék idejében a Mezőséget a Nagy-Szamos és a Maros között magyar nemzetségek szállták meg. A többi magyar törzzsel fenntartott kapcsolatuk jele, hogy a Nagy-Szamos völgye, valamint a meszesi kapu vidéke, azaz az Erdélyből kifelé vezető sóutak vonala, mely Szalacson keresztül haladt Szolnokig, egyetlen hatalmas területi egységbe, a később Külsőnek, Középnek és Belsőnek nevezett részekre tagolódó, de egyetlen ispán által kormányzott Szolnok megyéhez tartozott. Emellett az erdélyi püspökség kezdettől megőrizte fennhatóságát a nem Erdélyhez tartozó, de a sóutakon fekvő Szatmár és Kraszna megyék felett. Számos erdélyi helynévnek megvan a szatmári és szabolcsi párja. Ilyenek a Kapjon–Kaplony Szatmárban, vagy a Bogátpuszta-Nyírbogát párok, valamint az 1342-ben először és utoljára említett Ogmándlovamezeje a Szamos szatmári folyása mentén, amely az Agmánd nemzetség nevének egyetlen ismert helynévi előfordulása. Ez is a két terület közti szoros kapcsolatra mutat.
Az erdélyi magyar honfoglalás eredetileg nem terjedt át a Maros vonalától délre. ott nem mutatható ki egyetlen ősfoglaló nemzetség birtoklása sem, hanem később az Erdélytől nyugatra eső területekről költöztek be a nagybirtokos családok.

### A gyulák országa
Anonymus művében erősen keverte a honfoglalás kori személyneveket és méltóságneveket (gyula, harka). Helynévi adatok részletes elemzéséből valószínűsíthető, hogy az első gyula Erdélyben az a Bogát fejedelem (Bugat rex) volt, aki Liudprand Antapodosisában 921-ben I. Berengár itáliai királyt „Dursac rex” (valószínűleg Árpád fia Tarkacsu) kíséretében magyar sereggel segítette meg. Ebben az esetben, Anonymus adatait is szétszálazva, az a öröklési rend alakul ki, miszerint az erdélyi gyulák őse Tétény harka volt, fia Bogát harka, akit a gyula méltóságra emeltek, amikor 921 után a Kárpát-medence nyugati részéről Erdélybe költözött, és az ő fia volt Zombor gyula, a Zsombor nemzetség őse.
Bogát gyula egyik fő feladata az Alföldön legelőváltó pásztorkodást űző, nagy állatállománnyal rendelkező magyar törzsek sóval való ellátása volt. A Marostól északra fekvő sóbányák már a korai honfoglalók kezére kerültek. Ezek nemzetségei felett vette át a hatalmat Bogát, mintegy törzsfőként. Ekkor még a besenyők erősen veszélyeztették Erdélyt, a Maroson túl pedig még I. Simeon bolgár cár katonái, sóvágói és aranymosói éltek. Simeon hatalma tetőpontján állt, 913-tól a Balkán-félsziget legnagyobb részét elfoglalta Bizánctól, és 919-ben a nagykán címet a cár címével cserélte fel. Ahhoz, hogy egész Erdély és az Alföld még valószínűleg még bolgár uralom alatt álló legdélebbi része magyar fennhatóság alá kerüljön, olyan politikai helyzetnek kellett előállnia, amelyben a magyarok szövetkezhetnek a besenyőkkel a bolgárok ellen. Erre 932 körül nyílott alkalom, és valószínűleg ekkor foglalhatta el Bogát gyula a bolgároktól Erdély déli részét. A bolgárokat gyengítették a Simeon cár 927-es halála utáni belső harcok is. 934-ben a szerbek is lerázták a bolgár uralmat, és bizánci védelem alá helyezkedtek. Talán ekkor foglalhatta el Bogát utódja, Zombor gyula az Alföld déli részén a Maros–Tisza–Duna szögét. Ezen a területen Bogátnak nincs helynévi nyoma, annál inkább Zombornak.
Erdélynek a Marostól délre eső része később is különálló tartományt alkotott, élén a megyeispánoknál magasabb rangú vajda (1111-ben princeps ultrasilvanus) állt. Itt a magyar nagybirtokos családok Szent István alatt és után települtek be, és szláv településeket hajtottak uralmuk alá. Ezt helynevek (mint Csongva) is mutatják, amelyekben a 10. században a szláv nyelvből eltűnt nazális hangot a magyarok megőrizték. Ugyancsak korhatározó a Marosbogát helynév is. A Nagy-Küküllőtől délre már jóval kevesebb magyar betelepülő jutott, az itteni szlávok egészen a románok ideérkezéséig továbbra is anyanyelvükön beszéltek, és ők adták át a románoknak helyneveiket.
A déli határ védelmére Bogát gyula elsősorban a hágókat (Törcsvári-, Tömösi-, Tatár-hágók, valamint a Bodzai- és az Ojtozi-szoros) erősítette meg magyar településekkel. Ilyen lehetett Oltbogát, valamint a később Zombor gyuláról elnevezett Olt-parti két Zsombor. A 10. század eleji jelleget mutató, a mai Székelyföldön feltárt magyar régészeti leletek (Eresztevény, Kézdivásárhely, Köpec, Sepsiszentgyörgy, Székelyderzs) valószínűleg Bogát magyarjainak tulajdoníthatók.
Bogát gyula, esetleg utódja, Zombor gyula építhette fel Gyulafehérvárat Apulum romjain. A város körül korai magyar régészeti leletek (Maroskarna, Tinód, Magyarlapád) jelzik a magyarok megtelepedését. Keleti katonai segédnépek is részt vehettek Dél-Erdély meghódításában, elsősorban a besenyők. A Marostól délre öt Besenyő nevet hordozó helységnév is volt, a Vöröstoronyi-szorosnál pedig a Nagytalmács név őrzi az egyik besenyő törzs emlékét.
A helyben maradt bolgárok emlékét őrizheti a Maros bal partján Lándor helység neve, valamint a Hunyad megyei Nándor. A bolgároknak ezek a korai magyar elnevezései később feledésbe merültek, az Erdély déli részében található „bolgár” települések (Bolgárcserged, Bolgárszeg) később, már a királyság korában keletkezhettek. Sok viszont a Marostól délre, eredetileg nem szláv lakosságú területen az „oroszokra” utaló helynév (Oroszi, Oroszfalu stb.). Egy részük eredhet egy olyan katonaelemtől, amelyet Bogát gyula toborzott magának.
A gyulák hatalma Erdélyen túlra is kiterjedt: a Maros–Tisza–Duna szöge 948-ban már kétségtelenül az ő uralmuk alatt állott, amint arról VII. Kónsztantinosz bizánci császár tudósít egy írásában. A helynevek is ezt tanúsítják, mint maga Gyula városának a neve. A gyulák országa a Dráva-torkolattól a Vaskapuig dél felé át is terjedt a Dunán, a Száváig ellenőrzésük alatt tartották a bolgár határt. Küküllőfajsz neve pedig arra utal, hogy Fajsz feleségül kaphatta a gyula egyik lányát és jegyajándékul hozzá ezt a birtokot a közeli sóbányával. Eszerint a gyulák jó kapcsolatot ápoltak a 10. század közepén uralkodó Árpád-házi nagyfejedelemmel.

### A gyulák bizánci szövetségben
948 után azonban a nagyfejedelem és az erdélyi gyulák külpolitikája fokozatosan eltért egymástól. Fajsz unokaöccsét, Tormást és Bulcsú harkát Bizáncba küldte tartós béke megkötése céljából, biztosítsa hátát a nyugati „kalandozások” folytatásához. Zombor gyula is követte a példát, 952 után a maga nevében ment Bizáncba, és ő is megkeresztelkedett. A gyula azonban Bizánc bolgárellenes terveiben volt érdekelt. Zombor gyula bizánci térítő püspököt is vitt tartományába. A konstantinápolyi pátriárka által „Turkia” püspökévé felszentelt Hierotheosz székhelyét a modern kutatás az antik Sirmium helyén épült Szávaszentdemeterre, a mai Mitrovicára helyezi.
A 955. évi augsburgi katasztrófa után azonban Taksony új Árpád-házi nagyfejedelem nyugat felé békepolitikát kezdeményezett, és a római pápától kért térítő püspököt. Ezután Bizánc ellen indított hadjáratokat, amivel szembekerült Zombor gyulával, aki igyekezett még szorosabbra fűzni bizánci kapcsolatait. Ragaszkodott görög rítusú kereszténységéhez, távol tartotta magát a nyugati magyarok Bizánc elleni támadásaitól, sőt az általuk ejtett bizánci foglyokat kiváltotta és szabadon engedte. Ez politikai tüntetés volt a nagyfejedelem nyugati orientációja ellen és Bizánc mellett. A gyula jól tudhatta, hogy Bizánc élesen szemben állt I. Ottó német királynak a Karoling-ház birodalmának feltámasztására és a római császári cím felvételére irányuló, 962-ben meg is valósult törekvéseit.

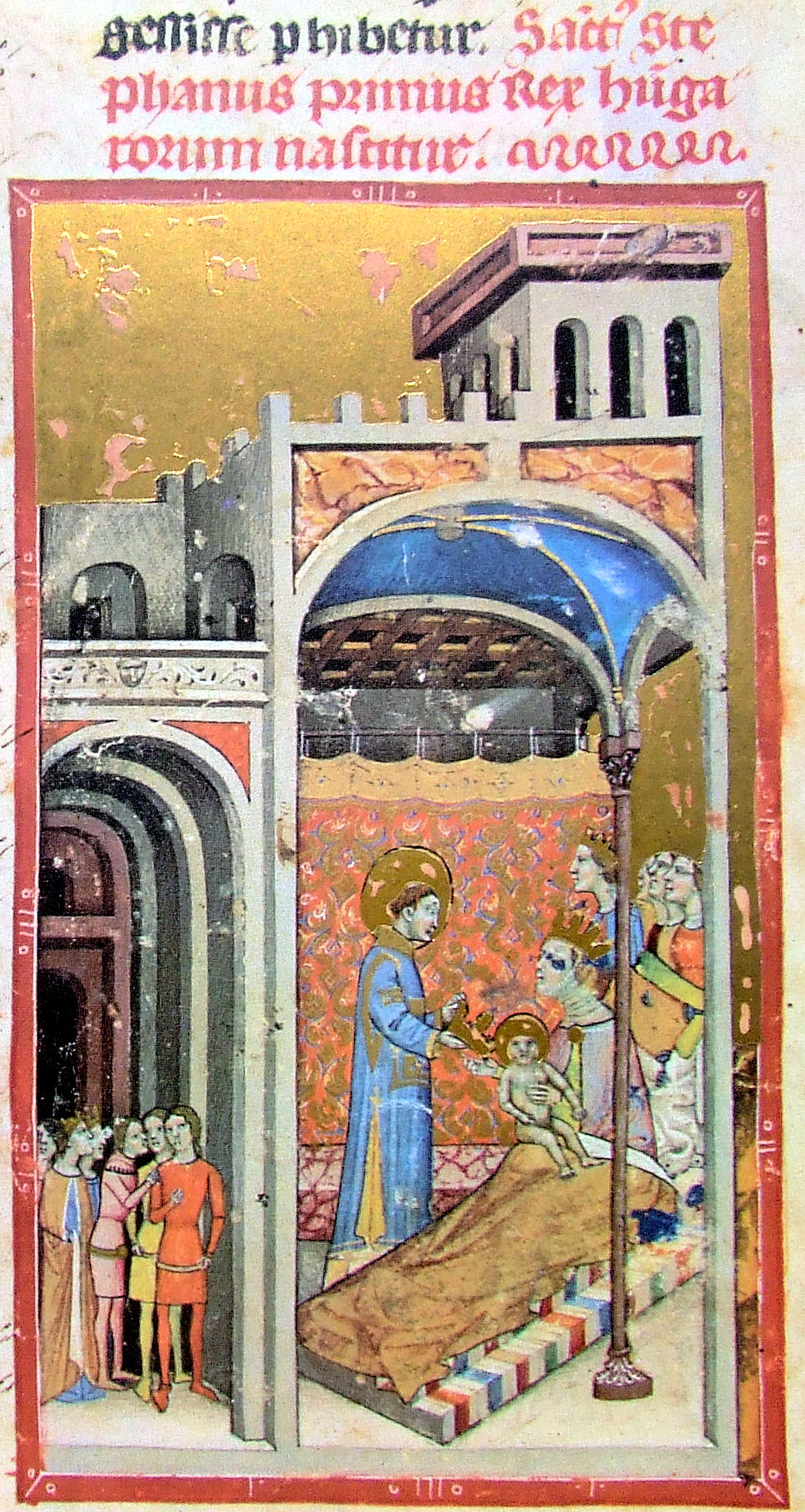
Géza és Sarolt fejedelemasszony fiának, Vajknak születése, akinek Szent István vértanú hozza a koronát (Képes krónika)

Taksony nagyfejedelem a Zombor gyulával kiéleződő politikai ellentéteit kívánta enyhíteni azzal, hogy feleségül kérte Zombor gyula (akkor még valószínűleg kiskorú) lányát, Saroltot fiának és kiszemelt utódjának, Gézának. A 11. századi magyar krónika szerint a politikai házasság közvetítésében segédkezett egy bizonyos Beliud, a gyula országának egyik előkelősége, akit a helynév-kutatások a Maros jobb partján Gyulafehérvárral szemben fekvő Béldhez kötnek. Géza és Sarolt házasságának emlékét őrizheti Marosdécse a tordai és Magyardécse a dési sóbánya közelében mint a gyula vejének adományozott két birtok (Décse a Géza név egyik korabeli változata).
Géza és Sarolt házassága azonban csak átmeneti kompromisszum lehetett; a két országrész érdekei eltértek egymástól, ami a vallási különbségekben is megmutatkozott. Sarolt a görög rítusú kereszténységben nevelkedett, ezért a 972 után Géza esztergomi udvarába érkező latin rítusú papok ellenfélnek tekintették, mert miatta nemcsak Géza vallási közönyével, a magyarok pogányságával, hanem a bizánci egyházi befolyással is harcolniuk kellett. Merseburgi Thietmar szerint öregedő férjére nagy befolyással volt, ezért a nyugati térítők neki tulajdonították kudarcaikat, Querfurti Brúnó szavaival szólva, hogy a „pogánysággal vegyült megfertőzött vallás rosszabb a barbárságnál”. A gyula magyar, besenyő, orosz és bolgár katonai kíséretében a különböző vallási képzetek keveredhettek a Sarolt által is vallott hivatalos keleti kereszténységgel, azonban az 1054-es nagy egyházszakadás előtt a római pápa papjai nem ítélhették el nyíltan a keleti kereszténységet.

### István király és Erdély
István még nagyfejedelem korában a legyőzött Koppány felnégyelt testének egyik részét Erdélybe küldte, mintegy jelezve, hogy a gyulák országa feletti hatalomra is igényt tart. Erdélyben a helynevek tanúsága szerint Koppánynak két, a nevét viselő udvarhelye is lehetett, valószínűleg a gyula által számára biztosított menedékként: Koppánd és Maroskoppánd az újaknai és kisaknai sóbányák közelében.
I. István 1003 után latin rítusú térítőket küldött Erdélybe, amit ezek a papok (mint Querfurti Brúnó tudósításai is mutatják) politikailag is különálló területnek tartottak, és a „fekete magyarok” földjének neveztek István „fehér magyar” országától megkülönböztetve. A nyugati térítők etnikai különbséget is sejtettek a „fehér” és „fekete” jelzők mögött, s emiatt egyes történészek a magyarságtól akkor még megkülönböztethető kabarokat vélik a „feketék”-nek. Kabarok azonban (főleg ha a székelyeket is közéjük számítjuk) másutt is nagy számban éltek az országban, a Dunántúlon, Nyitra vidékén, Biharban. Inkább az a valószínű, hogy a „fehér” és a „fekete” jelzők keleti szokás szerint uralkodó és alávetett, István kori viszonylatban az „alávetendő” néprészt jelentettek.
Erdélynek a központi hatalom alá vonása valószínűleg több részletben történt. Először az Erdély északi részén birtokos öt ősfoglaló nemzetség területét csatlakoztatták. Erre az mutat, hogy ezek a nemzetségek megőrizhették ősi birtokainak egyharmadát, kétharmada pedig a központi várral együtt a királyi megyeszervezet része lett, mint Doboka megyében. Ez a terület eredetileg a Zsombor nemzetségé volt, és egyharmad részben az is maradt, míg kétharmadán Doboka központtal királyi vármegye alakult. Hasonlóan alakult Kolozs és Torda megyékben a Mikola és Borsa nemzetségekkel is, az Agmánd-birtokok pedig északon a só útját szegélyező és a Tiszáig terjedő Szolnok megyéhez kapcsolódtak, keleten pedig a Marosig feltételezhetően egy később feloszlott Uzd megyébe szerveződtek. Erre az uzdi esperesség létrehozásából, meg a Dés melletti Uzd név és a mezőségi Uzdiszentpéter, Uzdiszentgyörgy nevéből lehet következtetni. E feltételezett Uzd megye központja a Malomfalvánál romjaiban feltárt, a királyi várakkal mindenben egyező építésű vár lehetett. Uzd megye korai eltűnése a székelyeknek itteni letelepítésével függhet össze.

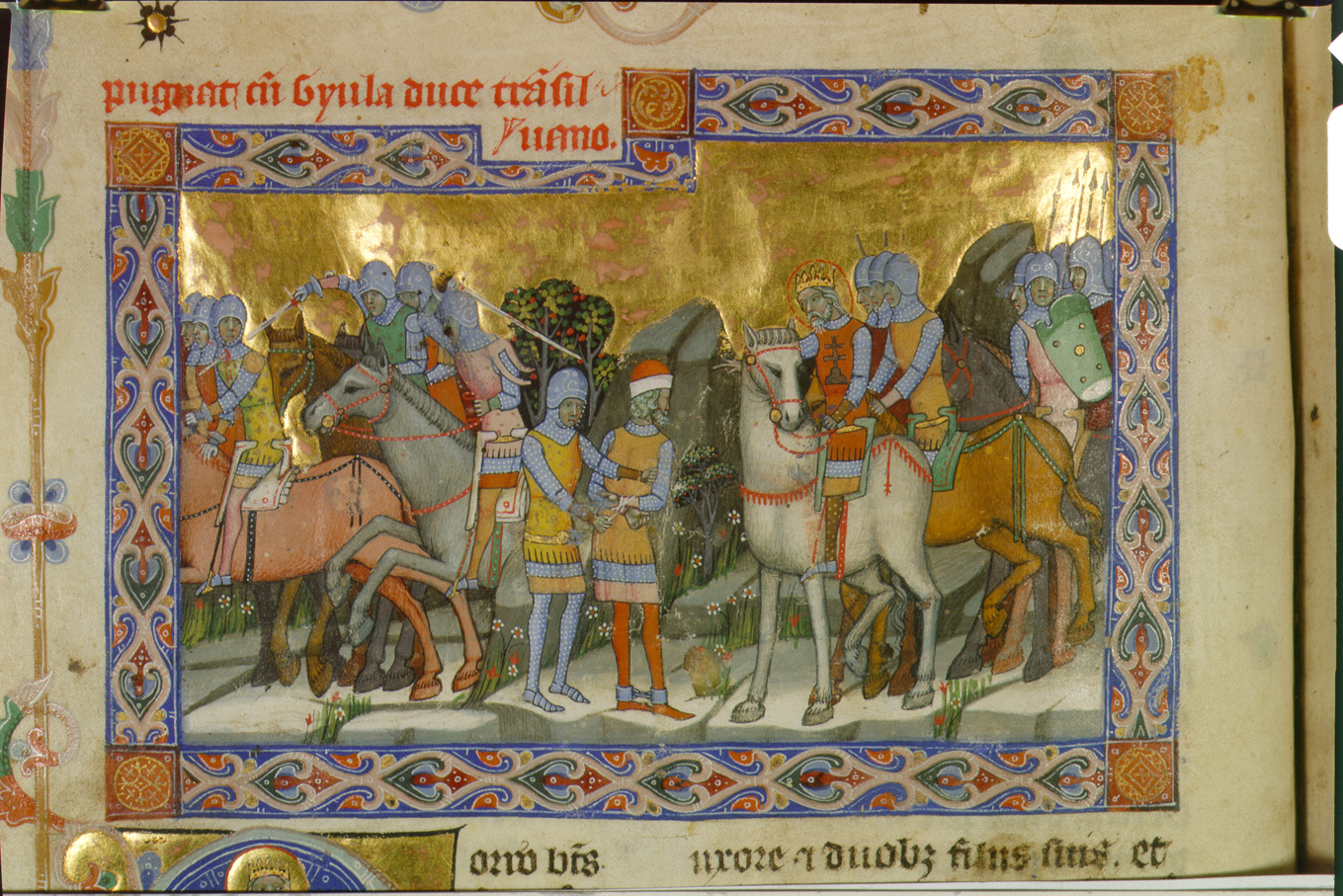
István győzelme anyai nagybátyja, Gyula vezér felett 1003-ban Erdélyben. A Képes krónika ábrázolása

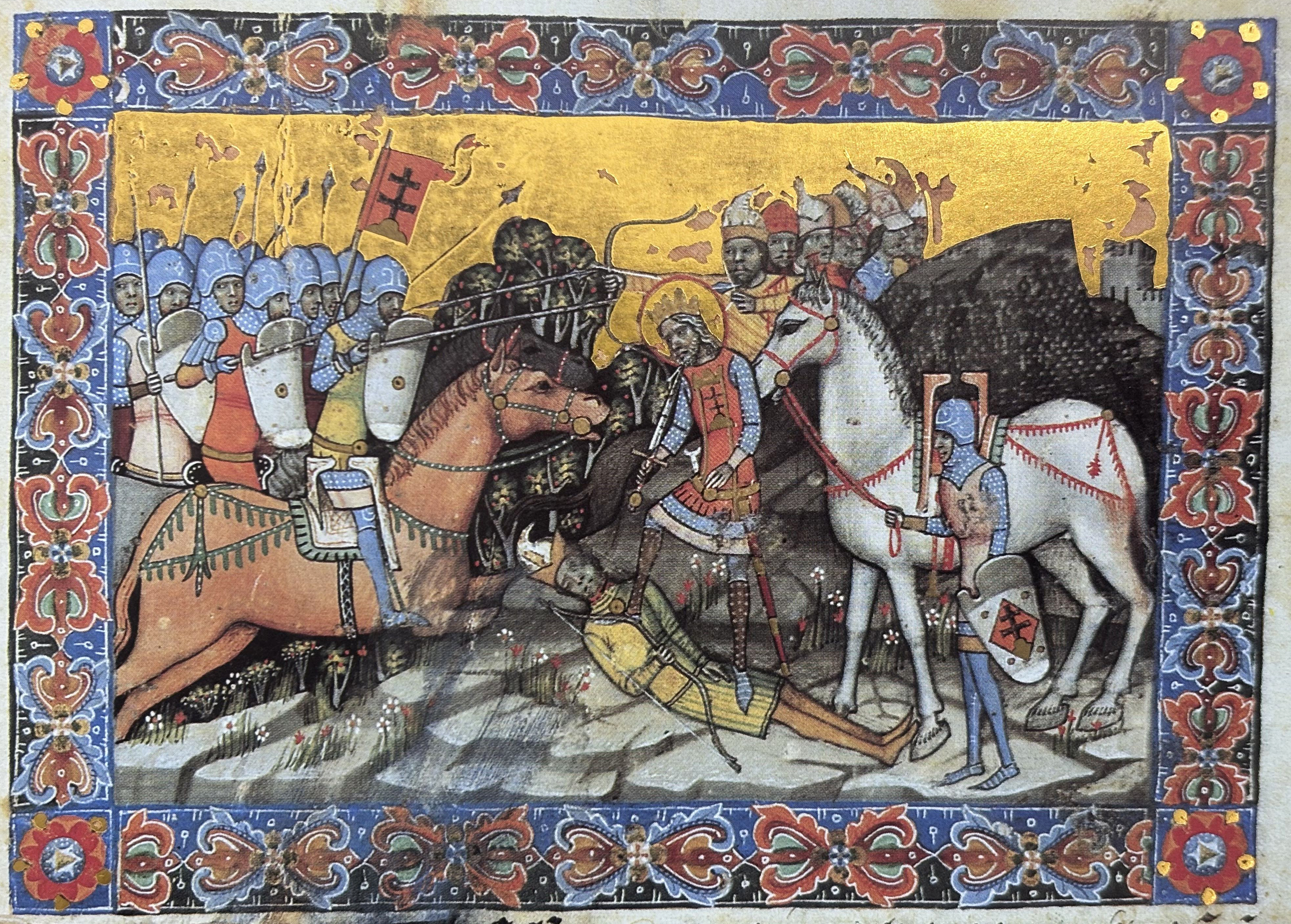
István király győzelme 1015-ben Bizánc szövetségeseként Keán bolgár vezér fölött a Képes krónika illusztrálásban

Doboka minden bizonnyal vezető szerepet töltött be az északi ősfoglaló nemzetségek körében, rokonságban állhatott mind Istvánnal (megalapozott feltételezések szerint Sarolt nővérének, Karoldnak, azaz Szent István nagynénjének férje volt), mind a gyulákkal. Az önként meghódoló s ezzel az északi ősfoglaló nemzetségek szállásterületét István uralma alá engedő nemzetség-, illetve törzsfőnek tekinthető. Meghódolásukkal a gyula hatalma a Marostól délre eső területre szorult vissza, és csak a bolgárok ellen győztes Bizánc támogatásában bízhatott. 1002-ben Bizánc meghódította Vidint, és veszedelmes közelségbe került a magyar határhoz. István ezért Erdély északi feléből, ami már a fennhatósága alatt állt, az Altaichi évkönyvek (Annales Altahenses) szerint 1003-ban megtámadta a gyulát, aki megadta magát. István magával vitte őt és családját, s meg is kereszteltette őket, mert papjai szerint „pogányok” voltak. Fiai, Anonymus szerint Buja és Bonyha mindenesetre az ország előkelői közé tartoztak 1045-ben bekövetkezett halálukig.
A kortárs Merseburgi Thietmar püspök feljegyzése szerint a gyula ekkor Prokuj volt, a magyarok királyának nagybátyja. Erdélyből történt elűzése után István szolgálatába állott, aki a Duna–Tisza–Maros közét uralma alatt tartó Ajtony ellen küldte őt Csanáddal együtt. Prokuj Ajtony megölését hamisan magának tulajdonította, és lelepleződése után újra kegyvesztett lett. Ezután Vitéz Boleszláv lengyel fejedelemhez, Szent István ellenfeléhez menekült.

#### Nyelvek és etnikumok
Erdély lakosságának már ekkoriban is változatos etnikai és nyelvi összetételére jellemző, hogy az utolsó gyula neve szláv eredetű, a szláv prok (=maradék) és a régi magyar uj (=nagybátya) részből tevődik össze. Szláv eredetű (de magyar névadású!) nevet viselt már Bogát (=gazdag) és Zombor-Zsombor (=bölény) is, „gyula” méltóságnevüket pedig a nép hamarosan a szláv eredetű vajda („vojevoda” =hadvezér) szóval váltotta fel. A szláv környezetre és a többnyelvűségre mutat Zombor leányainak neve is. Sarolt és Karold a magyar előkelőknél szokásos bolgár-török neveket viseltek, s ezek fehér, illetve fekete hölgyet jelentenek. A hölgy (vö. Hőgyész = ’hölgyvadász’ helynevekkel) a fehér menyét, azaz hermelin másik, szintén finnugor eredetű neve, s már az ugor korszakban ’menyasszony’ értelemben is használták. Zombor (=bölény) gyulafehérvári udvarában szlávul és bolgár-törökül, és (finnugor) magyarul is tudtak, ez kiderül Thietmar szövegeiből is. Szláv nevet viselt Prokuj egyik fia, Buja (= vakmerő), bolgár-törököt a másik, Bonyha (= kis bika). Szláv eredetűnek látszik Doboka neve is, a dob = tölgy szóból, magyar kicsinyítőképzővel.

### A királyi vármegyék létrehozása
István király erdélyi győzelmei után után a Nagy-Szamos és a Maros közén vármegyéket szervezett, melyek egyben esperesi kerületek is voltak. A Marostól délre eső terület a fegyveres hódítás miatt egészében királyi birtok lett. Területe kezdetben egyetlen hatalmas „Fehér” tartományt képezett, melynek élén a „külső magyarországi” nagyurak közül kiválasztott, többnyire a király környezetében tartózkodó vajda állt, aki a fehérvári ispán címét is viselte. A „vajda” elnevezés az oklevelekben csak a 12. század legvégén tűnik fel, azelőtt 1177-ben, illetve 1183-ban fehérvári ispánként szerepel. Mikor II. András magyar király 1227-ben fiának, a későbbi IV. Bélának „ifjabb királyi” címmel Erdély kormányzását átengedte, a Tiszáig terjedő osztatlan Szolnok megye, Erdély északi sávjával együtt, kívül maradt Béla területi hatáskörén, s a szolnoki ispán András, az erdélyi vajda pedig Béla alattvalója lett. A dobokai és kolozsi ispánok eleinte egyenrangúak voltak a fehérvári ispán címet is viselő vajdával, de 1263-ra befejeződött Erdély egész területének a vajdai igazgatás alá helyezése a vajdai és szolnoki ispáni tisztség egyesítésével.

#### Társadalmi szerkezet
Az észak-erdélyi honfoglaló nemzetségek leszármazottainak és a központi hatalomtól közvetlenül függő dél-erdélyi népesség jogrendje csak fokozatosan egységesült a királyi megyerendszer keretei között. Az északi nemzetségek előkelő tagjai összeolvadtak a királyi tisztviselők felső rétegével. A királyi alattvalók széles rétegeit a magyar és szláv várnép alkották. Ők személyükben a szolgálatukhoz kötöttek voltak, ellentétben a szintén gazdasági tevékenységet folytató, de kiváltságokat élvező, a 12. századtól külföldről bevándorolt „vendégekkel” (hospites). A magánbirtokokon valódi rabszolgák (magyarul ín-ek) is dolgoztak uruk termelőeszközevel, de nagy részük a 12. század folyamán önállóan gazdálkodó, de urához kötött „libertinus” lett.
A vármegyék területén ősfoglalók és jövevények, szabad birtokosok és szolganépek egyaránt az ispán jogi fennhatósága alá tartoztak. A várak szolgálatára rendelt népességtől nyert jövedelmek és szolgáltatások harmada az ispánt illette, akinek esetleges magánbirtoka mellett ez az ispáni harmad volt a legfontosabb jövedelme. Mint egész Magyarországon, úgy Erdélyben is voltak a király, illetve a királynő számára fenntartott birtokok, egy-egy udvarhellyel központjukban, népe és jövedelme felett – külön tisztviselők révén – közvetlenül a király rendelkezett. Mivel később vagy eladományozták őket vagy kiváltságos telepesekhez kerültek, a korai századok forráshiánya miatt Erdélyben kevés nyomuk maradt. Királynői birtok volt például Magyarlapád, Asszonynépe, Sajóudvarhely, és a székelyek későbbi központja, Székelyudvarhely is.
A királyi hatalom Magyarország más tájairól is irányított Erdélybe olyan telepeseket, akik a törzsi szervezet felbomlása után boldogulásukat a király szolgálatában keresték. A központi hatalom igyekezett megakadályozni a lakosság szétszóródását a lakatlanabb vidékekre és így kibújásukat a gazdasági terhek alól. Szent László király eltiltotta a falvak lakosságát attól, hogy a templomtól túlságosan messze költözzék, a temetkezést pedig a templom közvetlen közelébe rendelte, hogy a pogány szertartásoknak véget vessen.
Erdély megyékre tagolt területe minden észrevehető sajátos színezet nélkül, de kissé lassabban, az általános magyar fejlődésbe illeszkedett bele. A magyar számbeli fölény révén a korábbi szláv lakosság asszimilálódott. A 13. századra a várjobbágy- és várszolganevek Erdélyben is e rétegek alapvetően magyar etnikumáról tanúskodnak. A nemzetségi és királyi előkelők keveredése révén a „nemes” gyűjtőfogalom a 13. századra már kiterjedt mindazokra, akik szabad birtokosoknak mondhatták magukat.
Dél-Erdélyben kissé másként alakultak a társadalmi folyamatok. A gyulák idején itt tömörült a szláv lakosság zöme. A 13. század elején, a királyi vármegyék szétadományozásának idején a külső Magyarországról származó arisztokrácia szerzett itt adománybirtokokat. A legkorábbi ismert adományt III. Bélától a Wass és Aczél családok őse nyerte. A felvidéki Kácsik nembeli Mihály erdélyi vajdasága idején (1209–1212) testvérével, Simon bánnal (1215-ben vajda) együtt Kolozs megyében kapott nagy birtokokat. Ezeknek egy részét azonban Simon bánnak Gertrúd magyar királyné meggyilkolásában való részessége miatt 1228-ban Tomaj nembeli Dénes tárnokmester, később (1233–34) vajda kapta meg. Ő lett így nemzetsége erdélyi ágának, a losonci Bánffy családnak a megalapítója. A dunántúli Kán nemzetség tagja, Gyula, bizonyára szintén erdélyi vajdasága idején (1201 és 1214) szerezte Küküllő menti birtokait.
A vajdák hatalmának túlzott megnövekedésének, esetleges erdélyi önálló hatalmi bázisuk kiépülésének megakadályozására a királyok a 13. század végéig gyakran, 1–4 évenként váltogatták őket, leginkább külső magyarországi nagyurak közül. A 13. század második felében tűnnek fel Erdélyben a szintén kívülről beszármazott Becsegergely, Ákos és Hermann nemzetségek. A Becsegergely nemzetség, melyből Erdély történelmében nagy szerepet játszó három család, a Bethlen, az Apafi és a Somkeréki család ágazott ki, a Nagy-Szamos és a Küküllők mentén jutott birtokokhoz. A Hermann nemzetségbeli Lackfi család a 14. században az ország vezető családjai közé emelkedett, és hosszú időn keresztül Erdély helyzetére is nagy befolyással volt.

#### Betelepítés
A király feladatul szabta a megadományozott főuraknak a gyérebben lakott erdélyi területek benépesítését is, amit eddig a királyi ispánok irányítottak. Az új birtokosoknak ez természetesen közvetlen anyagi érdekük is volt. Új falvaknak egész sora keletkezett. Valószínű, hogy Magyarország más vidékeiről, ősi birtokaikról is hoztak magyar telepeseket, ezek azonban csak az uradalmi központok, a völgyi falvak benépesítésére voltak elegendők. A német telepesek letelepítése már a 12. században, II. Géza magyar király révén megindult, Flandriából és a Rajna vidékéről németeket telepítettek le a Kis- és a Küküllő alsó folyása mentén, az Olt és a Maros között, valamint a később Beszterce-Naszód vármegye addig túlnyomórészt lakatlan területén. A tatárjárás pusztításai után ezek a folyamatok felgyorsultak, egyre több német, román, sőt orosz bevándorlót hívtak.
A 13. század közepére Erdélyben egy viszonylag zárt, szláv foltokkal és német népszigetekkel tarkított, de zömében magyar etnikumú települési terület alakult ki. Határai a völgyekből a a legeltetésre már nem alkalmas, aljnövényzet nélküli, úgynevezett „fekete”, bükk- és fenyőerdők határáig terjedt fel a hegyoldalakon. Északon a Nagy-Szamos és az egyesült Szamos völgye – ami lényegében ma is nyelvhatár – lett a magyar települési terület határa; Dés városát és Désakna sóbányáját 13. század eleji oklevelek említik. Keletre a magyar terjeszkedés a 12. század végére már biztosan elérte a Sajó völgyét, amit Sajószentandrás magyar falunak III. Béla magyar király egyik oklevele jelez. való előfordulása bizonyít. 1228-ban már oklevélben is szerepel Vécs vára s mellette Lövér és Magyaró falvak, ezek ma is az erdélyi magyar néptömb északkeleti végpontjai.
13. századi oklevelek jelzik, hogy a magyarság délkeleten már az Olt-kanyarig ért (többek között Halmágy, Sáros, Báránykút, Sárkány, Barót). Délnyugaton az oklevelek a mai Szászváros és Szászsebes magyar eredetű neveit tartalmazzák 1224-ben. Északnyugaton már Anonymus is említi az erdőhatárhoz közel eső Gyalu és Esküllő falvakat. A Maros jobb partján 1206-ban említik Magyarigen falut szász lakossággal, de nevéből következően korábban magyar lakossága lehetett, 1219-ben pedig Miriszló szláv nevű, de magyar lakosságú falu tűnik fel a forrásokban. Az így körülrajzolt területen, mely az akkor csaknem lakatlan erdővidékek kivételével szinte az egész Erdélyt magában foglalja, a 12. század közepéig összefüggő magyar néptömb élt, melynek szegélyén a szláv népesség már közel lehetett az asszimilációhoz.
Az Erdélyi-medence belsejében ma is meglevő falvak a 13. századra már nagyrészt létrejöttek. 1177-ben az Alsó-Fehér vármegyei Asszonynépe falu körül már álltak azok a települések, melyek a 21. században is körülveszik (Magyarbénye, Kisakna, Vadverem – akkor Szokmánd néven –, Magyarlapád, Fugad, Háporton, Oláhtordos). Szászföldön egy 1206-ból származó oklevél felsorolja Voldorf (Kozdfő) falu szomszédjait (Lebnek, Kóbor, Felmér, Sáros, Réten, Báránykút). Ez a részben magyar, részben német nevű hét falu máig határos egymással, közöttük azóta sem keletkezett új település. A szóban forgó vidékeken a letelepedés tehát már a 12. század végére elnyerte végső kereteit.

#### A székelyek Erdélyben

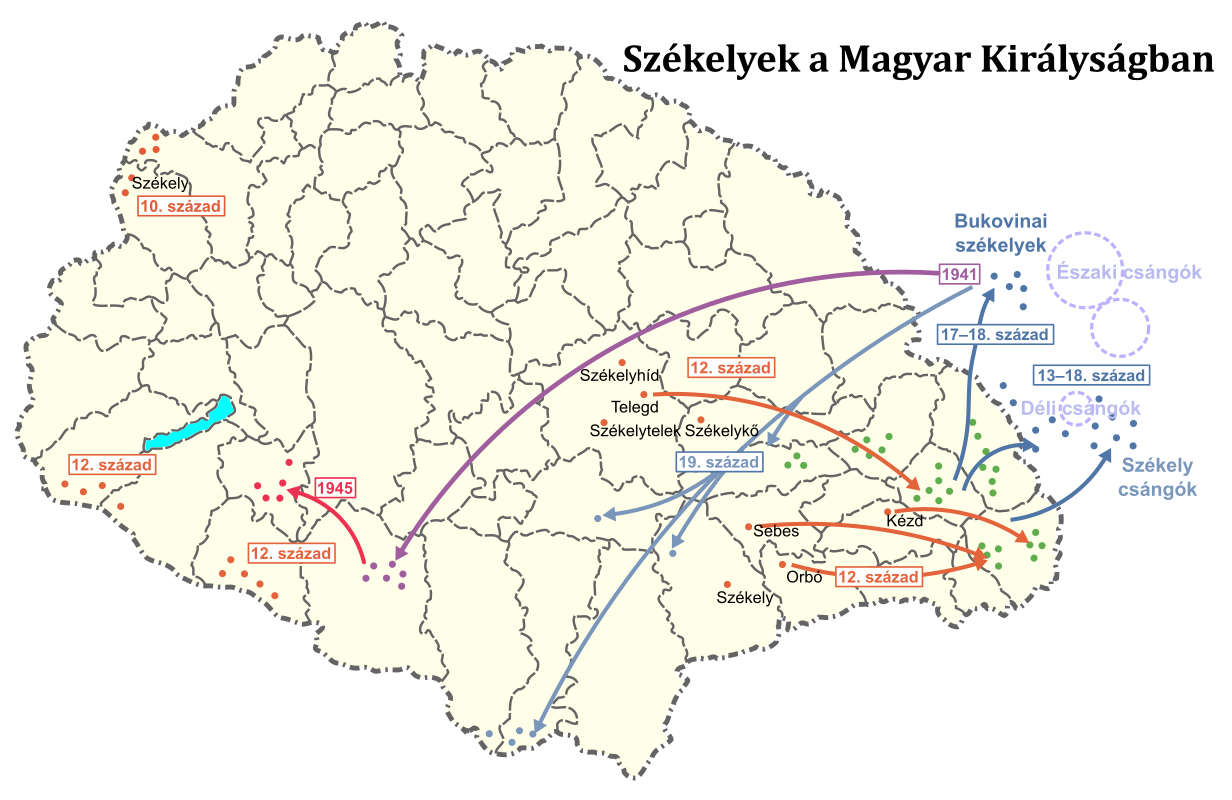
A székelyek Erdélybe költözése, majd további vándorlásaik

A székelyek eredetére és erdélyi letelepedésére vonatkozóan több egymással vetélkedő-vitázó tudományos elmélet is létezik. Abban azonban nincs vita, hogy a székelység zöme legalább a 11. század eleje óta Erdélyben él. Első itteni szállásterületei a Marostól délre, a déli és keleti Kárpátok lábáig húzódva terültek el. A mai székely települési terület ennek nem felel meg; a Háromszéki-medencébe csak a 13. században kerültek székelyek, addig viszont a később szászok lakta dél-erdélyi határvidéken is éltek. Bizonyítja ezt az 1562-ben Háromszékben egyesített, addig önálló Kézdiszék, Orbaiszék és Sepsiszék története. Mindhárom szék neve egy-egy helynévre utal, ilyen nevű faluk azonban csak nyugatabbra vannak, ott, ahol a 13. század óta már szászok laknak, mégpedig Szászkézd, Szászorbó és Szászsebes. Az elsőről és környékéről oklevelesen is ismeretes, hogy mielőtt II. András magyar király 1224-ben a szászoknak adományozta, a székelyeké volt. Ugyancsak székely terület volt a mai Medgyes vidéke is.
Nyugat és észak felé a székelyek kapcsolódtak a Maros-völgyi magyarsághoz. A Barcaságban valószínűleg már ott találták a korai besenyő határőröket. Velük együtt oltalmazták a déli és keleti határokat. A Kárpátok szorosainak őrzésére a királyi hatalom földvárakat emeltetett (Salgó, a mai Szászcsór melletti Pétervár, Talmács, Halmágy, Miklósvár, Bálványos, Görgény, Vécs). E várak kerülete, a hozzájuk tartozó falvakkal együtt, királyi terület maradt, és közigazgatásilag Fehér, illetve Torda vármegyéhez csatolták azokat, mégpedig mint a megye zárt területi egységén kívül eső, székely és szász jogállású települések közé ékelt szigeteket.
A székelyek társadalmi szerkezete az egész középkorban lényegében megfelelt annak a pusztai lovasnomád népekre jellemző szervezetnek, melyben a szentistváni államalapítás előtt az egész magyarság élt. Míg a magyar nemzetségfők politikai szerepe annak révén szűnt meg, hogy a bíráskodás és a katonai vezetés a király, illetve annak kinevezett tisztviselői kezébe került, a székelyeknél a helyi tisztviselők továbbra is a helyi autonómia képviselői maradtak. A hat nem és nemenként négy ág szigorúan megszabott sorrendjében évenként más és más személy töltötte be a nemzetségi bíró és a katonai vezető tisztségét. Idővel azonban e tisztségek néhány előkelő családon belül örökletessé váltak, és mivel jelentékeny jövedelemmel, a közös nemzetségi vagyonból való többszörös részesedéssel jártak együtt, a székely társadalmon belül felerősödtek a vagyoni különbségek. Hűbéri függés azonban nem alakult ki székely és székely között, mindnyájan ugyanabban a később nemesinek elismert szabadságban részesültek, melynek feltétele a származás, ismérvei pedig a személyes hadba szállás kötelessége s a közös földből való méltányos részesedés joga voltak.
A magyarságon belül a székelység őrizte meg legtovább a legelőváltó nagyállattartó gazdálkodás rendszerét. Eleinte lóval, de még a késői középkorban is csak (főleg szarvasmarha) állatállományuk után, természetben adóztak („ökörsütés”), és ezt is csak különleges alkalmakkor (a király koronázása, lakodalma és elsőszülött fia születése alkalmával) kellett megtenniük.
A székely hadsereg is könnyűlovasságból állott még akkor is, mikor már a magyar katonaság zömét már nehéz páncélos lovasok alkották. A székelyek később fokozatosan, a pásztorkodó életmód folytatásához szükséges terület nagy részét elveszítve, zömükben földművelő kisbirtokosokká váltak.

#### A szászok betelepülése
A magyar királyok a 11. század végétől külpolitikai törekvéseiket az Adriához vezető út meghódítására összepontosították, sikerrel, ezért Erdély ügyei háttérbe szorultak. A magyarok hagyományos ellenfelei, a pusztai nomád életmódot fenntartó besenyők, majd az úzok azonban rablóhadjárataikat időről időre Erdélyre is kiterjesztették. 1068-ban például olyan erővel támadtak északkelet felől, hogy egész Nyírséget Bihar váráig végigpusztították. Salamon magyar király azonban hadával a Lápos és a Szamos völgyén át visszavonuló csapataik elé került, és részben unokaöccse, a későbbi I. László magyar király merészsége révén sikerült őket a Szolnok megyei Kerlés mellett a cserhalmi csatában szétvernie. Később a besenyők a Kijevi Russzal és a rokon nomád népekkel folytatott küzdelmekben felőrlődtek, s maradékaik a 11. században részben a Balkánra, részben Magyarországra települtek ahol határvédelmi feladatokkal bízták meg őket.
A 12. század derekán a Bizánci Birodalom erdélyi hódító szándékai is nyilvánvalóvá váltak. A magyar királyok Szent István óta szívesen fogadták a külföldi bevándorlókat, akiktől katonai szolgálatot is elvártak. Az ilyen szórványos betelepülések emlékei országszerte fennmaradtak, Erdélyben négy Németi, két-két Oroszi és Nándor, valamint egy Cseh helységnév valószínűleg ezeket jelzi. II. Géza magyar király azonban nem elégedett meg a véletlenszerű betelepülőkkel, neki egy tömegben, lehetőleg nagyszámú korszerű fegyveresre volt szüksége a sebezhető erdélyi határ megerősítésére. Ilyenekre talált a Magyarországon átvonuló keresztesekben, ők pedig Magyarországot láthatták olyan területnek, ahol a kor termelési színvonalához képest túlnépesedett hazájuk népének egy része új otthonra találhat. Vagyontalan lovagok és földszűkében lévő parasztok egy Rajna–Mosel-vidéki csoportját Erdélyben, az Olt mentén telepítette le a későbbi, 1224-es kiváltságlevél tanúsága szerint. A lovagokban, akik magukat „gréf”-nek (magyarul „gerébnek”) nevezték, a király edzett páncélos katonákra tett szert, a parasztok viszont fejlettebb nyugati mezőgazdasági módszereket hoztak magukkal.
II. Géza telepesei a mai Nagyszeben környékén és keletre az Olt völgyében, a későbbi szebeni, újegyházi és nagysinki szász székeknek a király által korábban kiürített területén helyezkedtek el. Szomszédságukban azonban megmaradt az eredeti lakosság, és a magyar népességét ma is őrző Szakadát székely őrfalu nevét magyar, a Cibin és Cód szláv nevű patakok nevét szláv formában használják a szászok is mind a mai napaig (Zektat, illetve Zibin és Zodt). A szászok ezt az első erdélyi hazájukat a többi szászlakta vidéktől megkülönböztetve „Altland”-nak nevezték. Magyar falvak közé ékelődtek a romoszi, magyarigeni és boroskrakkói szászok telepei is.
Nyugaton a szászok olyan szláv csoportokra találtak, melyek akkor még nem olvadtak be a magyarságba, s átvették tőlük a helységek neveit (mint Kelling, Troschen, Dobring s a szláv lakosságra utaló Reussmarkt, Reussdörfchen). A későbbi Nagysink szék északi felében s Kőhalom és Szászváros székben pedig jelentős számú székelység közt telepedtek le, akiktől viszont magyar helyneveket vettek át (mint Hamruden, Halmagen, Scharosch, Bekokten, Wassied). Később, de még 1241 előtt telepedett meg Erdély északkeleti sarkában, a mai Beszterce körül egy újabb német csoport, az általuk ma is használt szláv helynevek tanúsága szerint szláv lakosság között (mint Rodna).

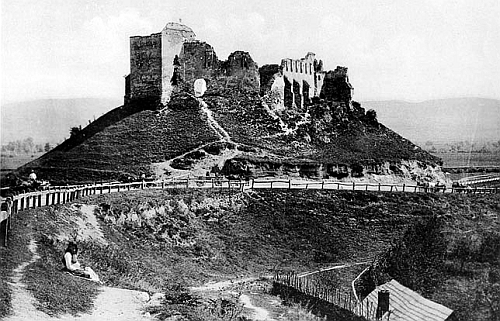
A német lovagok által épített barcaföldvári vár romjai 1900 körül

A német települések újabb lendületet kaptak 1211-ben, amikor II. András a Német Lovagrendnek adta a kun támadásoktól fenyegetett Barcaságot, ahonnan nyugatabbra költöztette a besenyőket. A lovagok német bevándorlókkal népesítették be földjüket, és a Kárpátokon túlra is előnyomultak. A királyi adománylevél széles körű önkormányzatot biztosított a rendnek, de ők nem elégedtek meg ezzel, és a szentföldi fejedelemségek mintájára saját államiságra törekedtek, amit a király joggal tekintett sérelmesnek. Egy időre sikerült megegyezni velük, de a rend aztán pápai hűbérbe ajánlotta a Barcaságot, és kun földön tett újabb hódításokat. A rend gyakorlatilag a Barcaság természetes „erődítményére” támaszkodó és a Duna-torkolaton uralkodó keleti német állam létrehozását tűzte ki célul. András király felismerte a magyar állami érdekeket fenyegető veszélyt, és a pápa tiltakozása ellenére fegyverrel űzte el a lovagokat Magyarországról.
A lovagokkal kapcsolatos politikai gondok miatt II. András nagyszabású határőrizeti átcsoportosítást határozott el. A mai Szászsebes környékén élő székelyeket a Háromszéki-medencébe telepítve, a Szászvárostól Barótig terjedő vidéket a szászoknak engedte át, s a különböző joghatóságok megszüntetve egyesítette őket a székely, besenyő és román határőrökkel „egy néppé” a nagyszebeni királyi ispán alatt . A szászok új helyzetét szabályozó 1224. évi oklevél, az Andreanum véglegesítette azt a szervezési gyakorlatot, mely külön nemzetiségi territóriumok kialakulására vezetett. Leszögezte a királynak azt az elhatározását, hogy ezután közigazgatásilag elkülöníti a különféle nemzetiségű és jogú személyeket, azaz a szászok közt nem adományoz idegennek birtokot, hanem az egész Szászföldet a szászok közös tulajdonának tekinti. Lemondott a királyi háramlási jogról, azaz a kihalás vagy hűtlenség esetén gazdátlanná vált föld szabad eladományozásának jogáról az új határok közé helyezett Székelyföldön belül is, melynek élére a szebeni ispántól függetlenített székely ispánt állította. Ezek az intézkedések indították meg azt a társadalmi differenciálódást, mely a három rendi nemzetet (magyar, székely és szász) sajátos közösségekké formálta.
A középkori nemzetiség (natio) fő ismérve nem a nyelv volt, hanem az a sajátos szokásokból összeálló külön jelleg, melynek a nyelv csak egyik – nem is mindig feltétlenül lényeges – vonása volt.

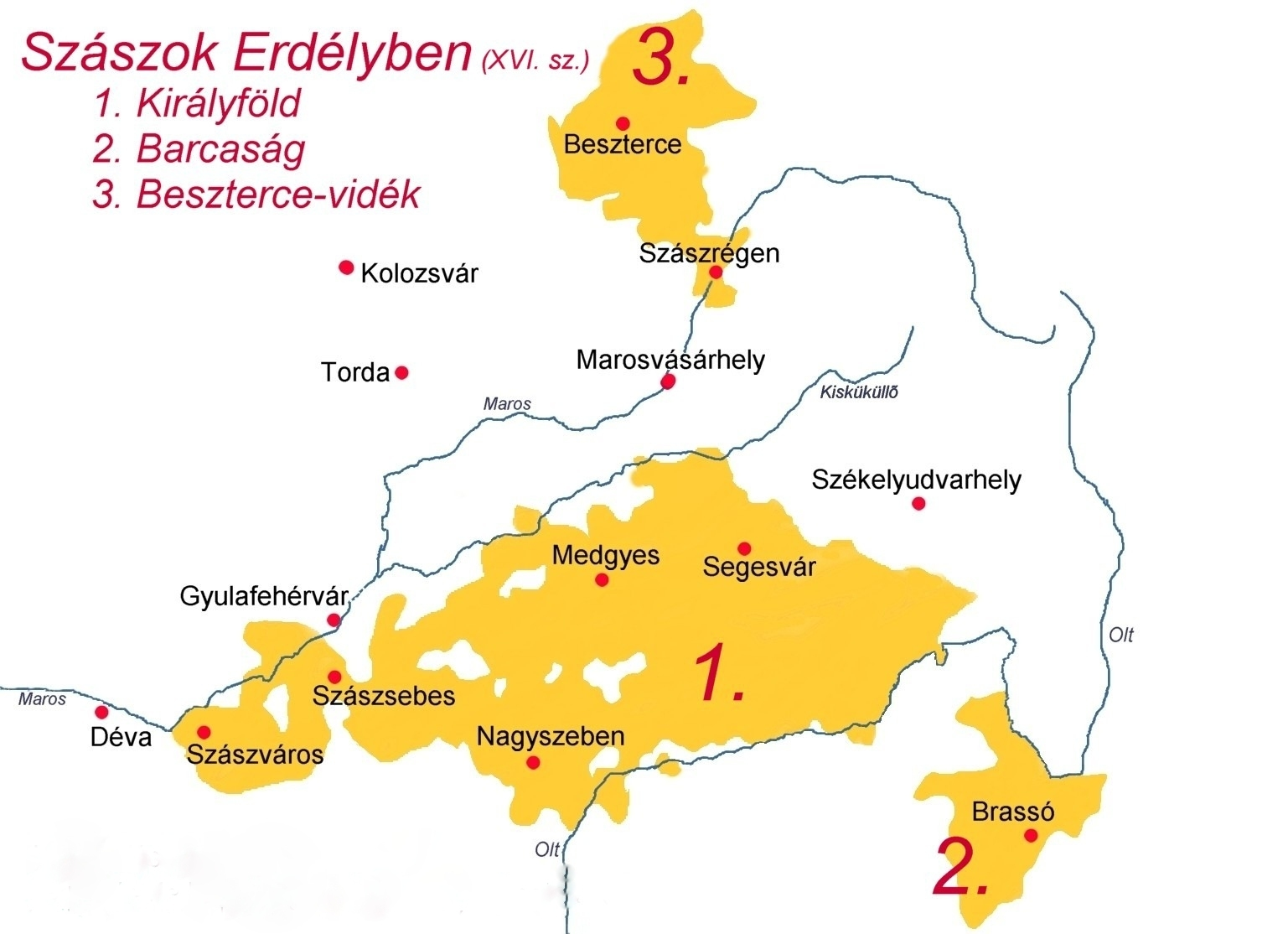
Erdélyi szász régiók
1. Királyföld (Königsboden)
2. Barcaság (Burzenland)
3. Beszterce-vidék (Nösnerland)

A szászok a német nyelvterület más-más részeiről származó, különböző időkben Erdélybe vándorló kis csoportokból olvadtak össze. Francia nyelvű (vallon) csoportok is kerültek közéjük, mint az a Latin János (Johannes Latinus), akit II. András emelt nemessé, udvari katonáinak sorába, és erdélyi birtokait kivette a szászok joghatósága alól. Nagy többségük azonban német volt, s éppen a nyelv volt köztük a legfontosabb összekötő kapocs. Földművesek voltak, éppúgy, mint a Szepességben letelepedett németek. A későbbi szász városok helyi fejlődés alapján alakultak ki a szász parasztság által benépesített falvakból.
Az erdélyi szászoktól a királyok csak az Andreanumban 500 főben megállapított katona együttes kiállítását követelték meg, amit a gerébek teljesítettek. Egyébként a szászok közössége a juttatott földért adót fizetett, III. Bélának pl. 15 000 márka ezüstöt, ezenkívül pedig különböző címeken kirótt pénzösszegeket. A fejlődés iránya minden királyi adózás esetében az egy összegben való, az egész szászság által egyetemlegesen fizetett és saját hatáskörükben kirótt, saját tisztviselőik által begyűjtött adómegváltás felé haladt. Ez mindkét félre nézve előnyös volt, egyben előmozdította a szász önkormányzat kialakulását.
A szászok népi öntudatosulásához a német lovagrend rövid erdélyi szereplése is hozzájárult. A lovagok kezdettől biztosíttatták maguknak a szabad vásártartást, terveik közt a városalapítás és kézműves-kereskedelmi kezdeményezések is szerepeltek. Ez is ösztönözhette a szomszédos szászok vállalkozási kedvét, akik 1224-ben kiállított kiváltságlevelükbe is felvétették már a szabad vásártartást és kereskedelmet.

#### A román megtelepülés kezdetei Erdélyben
A Déli-Kárpátok déli lejtőin transzhumáló havasalföldi román pásztorok kenézei a népcsoportjaik irányítása mellett, sőt később ehelyett hivatásos katonai réteggé váltak. Ebből a vezető rétegből kerülhettek ki a magyar királyok által, a székelyek és besenyők mellé, az erdélyi határvidékre  telepített román határőrcsoportok.
II. András valamikor 1202 és 1209 között kiadott oklevele az első, ami arról tanúskodik, hogy az ott élő románoknak már valamelyes önállósága volt. Az 1224-es Andreanum ugyancsak jelzi, közvetett módon, hogy a románok (és a besenyők) már birtokoltak területeket (erdőségeket) a Déli-Kárpátokban.
A románok erdélyi megtelepülésének kezdetei összekapcsolódnak az Erdélyen kívüli Szörényi bánság magyar meghódításával, és az ottani románok valamint kunok és az erdélyi Hátszeg vidékének szoros kapcsolataival.

## Erdély a tatárjárástól a mohácsi vészig

### A tatárjárás Erdélyben

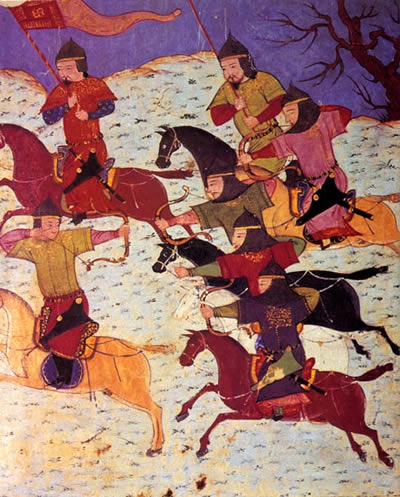
Tatár harcosok, miniatúra, 1294

A Magyarország ellen induló mongol hadak 1241 tavaszán két részre váltak a Kárpátok előtt; déli csoportjuk további három részre oszolva, Kadan (Borgói-hágó), Büri (Ojtozi-szoros) és Büdzsek (Vöröstoronyi-szoros) vezetésével támadt Erdélyre. Kadan a Borgói-hágó közelében megostromolta Radna városára, de annak szász telepesei komoly ellenállást tanúsítottak. A mongolok visszavonultak, de hamarosan újra megtámadták a várost, ahol a lakosok éppen a győzelmüket ünnepelték. Elkeseredett harc után legyőzték őket, utána a túlélőket ispánjuk vezetésével „besorozták” a mongol seregbe elővédként, felderítőként.
Az Ojtozi-szoroson betörő csapatokkal Sólyom fia Pósa erdélyi vajda serege szállt szembe, de vezérükkel együtt elestek a harcban.
A gazdag karintiai Friesach város jó kapcsolatokat ápolhatott az erdélyi szász településekkel, mert évkönyvei részletesen beszámolnak az erdélyi pusztításokról. Április 2-án esett el Beszterce, április 11-én Nagyszeben, majd Kolozsvár, Gyulafehérvár és a többiek következtek. Az erdélyi ellenállás megtörése után a mongol hadak részint a Király-hágón, részint a Maros völgyén át távoztak az Alföld felé. Kadan előörsei elpusztították Várad városát, de maga a vár eleinte sikeresen állt ellen. Később azonban megérkezett a mongol fősereg, hét ostromgépet is felállítottak a falakkal szemben, és azok lerombolása után bevették a várat is.
Rogerius mester beszámolójából ismeretes Erdély állapota a tatárjárást követően. A Maros völgyében több napi járóföldön nem találkozott élő emberrel. Az utakat és ösvényeket fű nőtte be, Gyulafehérvár templomai és palotái romokban álltak, köztük emberi csontok fehérlettek. Az erdőkben bujdosó emberek fakéregből sütöttek kenyeret.
A tatárjárás népesedési következményei katasztrofálisak voltak Erdélyben is, szó sem lehetett a Kárpátokon túli telepítés folytatásáról. A Kunországba irányuló magyar és szász kivándorlás megszűnt.
A kun népet a mongolok elsöpörték, töredékeik a magyar Alföldön találtak új hazát. Kunországban a szlávokat és a maradék kunokat fokozatosan beolvasztó, a pásztorkodást fokozatosan földműveléssel felváltó, kiegészítő románok éltek. A magyar királyok nem tudták gyakorolni elvi fennhatóságukat a terület felett a gyér lakosság és a továbbra is fennálló tatár veszély miatt.
IV. Béla királynak meg kellett elégednie magának Erdélynek az újjászervezésével. Ehhez nagy segítséget kapott az ekkor már hosszabb időre tisztségükben maradó, külső magyarországi nagyurak közül kinevezett erdélyi vajdákban. Lőrinc 1242–52, Ákos nembeli Ernye 1252–60, Kán nembeli László 1260–67, Csák nembeli Máté 1267–70 közt viselte a vajdai tisztséget.
A 13. század elején feltűnnek az oklevelekben Fehér, Torda, Küküllő és Hunyad megyék, de ispánjaik nem. Ezeket a megyéket feltehetőleg a gyulafehérvári ispán igazgatta. A vajda cím, vagy annak egy előzménye (amely azonos a későbbi erdélyi fejedelem címével) először 1111-ben tűnik fel Mercurius princeps Ultrasilvanus alakban, az első kifejezetten vajda említése: 1176: Eustachius waivoda. Az erdélyi vajda intézménye valószínűleg a gyulafehérvári ispán tisztségéből alakult ki, de hatással lehetett rá a korábbi gyula méltóság is, ami hadvezéri tisztséget jelentett, mint ahogy a szláv eredetű vajda (vojevod) szó is. Egyes feltételezések szerint az erdélyi vajda a 13. századig Dél-Erdélyt kormányozta, hatásköre csak e század végére terjedt ki a teljes földrajzi Erdélyre. Az Anjou-korban az már jóval túlterjedt Erdély földrajzi határain, rendszerint a korai Partium területét is igazgatta (Zaránd, Kraszna, Közép-Szolnok (a későbbi Szilágy), Kővárvidék, Krassó-Szörény vármegye).  Ritkábban, például Laczkfi Dénes esetében 1366-ban, a vajda hatásköre túlnyúlt a Tiszán, északon Zemplénig terjedt.
A székelyeket a tatárjárás után már végleg áttelepítették részben a Kézdiszékbe, részben az Aranyos mellé, korábbi földjüket az új bevándorlókkal szaporított szászoknak adományozták. A német bevándorlás új hullámai Szászföld határain túlra is átcsaptak, de mivel ők közigazgatásilag nem tartoztak a Szászföldhöz, társadalmi fejlődésük más irányt vett, és hasonult a magyar parasztsághoz.

### A tatárjárás és a román bevándorlás

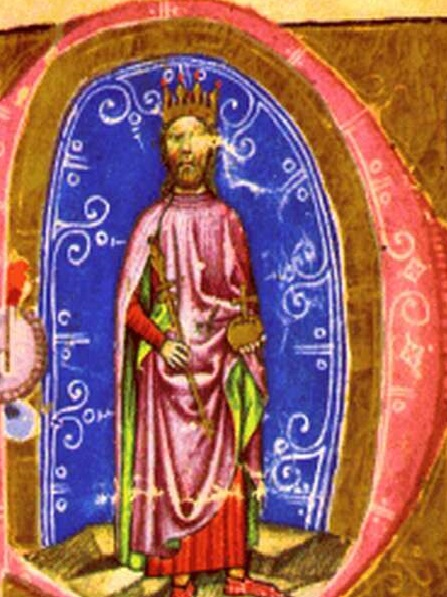
IV. Béla (Képes krónika)

A tatárjárás tanulságai nyomán a király a nehezen védhető megyei központi várakat és a hozzájuk tartozó birtokokat feladta, az egyháznak vagy magánosoknak adományozta, helyettük pedig országszerte jobban védhető hegyi várak építését kezdte meg. Ezeknek a környéke azonban nem volt alkalmas földművelésre. A megfogyatkozott magyar és szász lakosság egyébként is kevés lett volna a várbirtokok betelepítésére. Várnépre viszont szükség volt a katonaság ellátására, és a király gazdasági érdekei is az egyéb uradalmai nagy részének eladományozása után megmaradt hegyvidéki birtokai jövedelmezőségének növelését követelték meg. A várak környezete elsősorban pásztorkodásra volt alkalmas, ezért a királyok a Havasalföldről észak felé húzódó román pásztorokat telepítettek oda. Így lakták be a románok Erdélyben Déva, Hunyad, Salgó, Nagytalmács, Törcsvár, Kecskekő, Léta, Sebes, Almás, Csicsó, Bálványos és Görgény várainak környékét, valamint Erdély nyugati hegyeinek külső, az Alföldre néző oldalán épült várak (Miháld, Sebesvár, Zsidóvár, Halmos, Illyéd, Krassófő, Borzafő, Kövesd, Szád vagy Váradja, Világos, Deszni, Pankota, Sólyomkővár, Valkó, Nyaláb, Aranyos, Kővár vára) uradalmait.
Betelepítésük tervszerűen, kedvezményeket nyújtva, hosszabb időszakon át történt; a király eleinte fenntartotta magának a jogot a külföldi telepesek behívására.
A bevándorló románok még évszázadokig csak juhpásztorkodással foglalkoztak, „nemzeti” adónemük a juhötvened volt, csakúgy, mint a Balkánon. Földművelést csak kis parcellákon, önellátásra végeztek, ezután nem adóztak. Vezetőiket illetően Magyarországon a szláv eredetű, de már magyaros formájú „kenéz” szó vált általánossá, amit maguk is alkalmaztak.
Hasonlóan, magyar közvetítéssel juthatott el a román nyelvbe a több kenézség feletti vezetőt jelölő, szláv eredetű „vajda” (vojvoda) név is, mely a balkáni románoknál nem volt használatos, csak a magyar király országaiban.
A vajdát az öröklődő tisztséget viselő kenézzel szemben a románok eredetileg választották, mivel a magyarországi jogszokás a jövevények számára biztosította főnökeik saját körükből való választását. A vajdák a kenézek mintájára hamarosan örökletessé tették állásukat és a vele járó anyagi előnyöket. A közrománok ezzel azonban nem vesztették el gazdasági és jogi szabadságukat, nem váltak jobbágyokká. Felettük az ítélkezés a román szokásjog alapján történt, a magyar gyakorlat szerint felállított kerületi törvényszékeken társbíróként nemcsak kenézeket, hanem román papokat és közrománokat is igénybe vettek.
Elméletileg a románság katonai szolgálatot vállalt, katonai szervezetben élt, a valóságban azonban rendszeres katonai szolgálatot csak a kenézek teljesítettek. Békében a hegygerinceken húzódó határ őrzése volt a feladatuk, háborúban pedig be kellett vonulniuk a királyi seregbe. A székelyektől eltérően a közrománság, akárcsak a szászok többsége, nem katonáskodott.
A magyar várhatóságok törekedtek a románság helyhez kötésére. A kenézek ebben támogatták őket, mert felismerték, hogy társadalmi állásukat a földbirtok jobban megalapozza, mint a pásztorkodás. A magyar várnagyok sok szláv falu irányítását is a katonailag iskolázottabb román kenézekre bízták. Ezek a kenézek a pásztorkodástól elvonható román alattvalóikat is igyekeztek bevonni a számukra is jövedelmezőbb földművelő tevékenységbe.
A várnagyok jelentős előnyökkel támogatták azokat a kenézeket, akik a románokat földművelő falvak létrehozására bírták rá. Az erdőirtásokon létrehozott új falvakat „szabad falvaknak” (villa libera) nyilvánították, adókedvezményben részesítették, jövedelmük egy részét a kenézek kapták. A kenézek nemcsak románokat, hanem szlávokat is telepítettek, ezt a szabad falvaknak a Déli-Kárpátok mindkét lejtőjén használatos szláv eredetű „ohaba” elnevezése is jelzi. A románok azonban hamarosan túlsúlyba kerültek a szlávokkal szemben, és végül nyelvileg is asszimilálták őket. A kenézeket a 14. században már telepítési vállalkozóknak tekintették, akik a „kenézi jog” (ius keneziale) révén kiváltságos helyzetbe kerültek a „szabad falvak” örökíthető birtoklásával.

### A társadalmi szerkezet átalakulása Erdélyben a 13. századtól
A 13. századtól egész Magyarországon és Erdélyben is döntő társadalmi változásokra került sor, amihez a tatárjárás adta meg a végső lökést. A király politikai hatalmának megőrzése érdekében hatalmas birtokok eladományozására kényszerült a nagyurak számára. A korábbi királyi várszervezetben élő népesség vezető rétegéből kialakult a nemesség, köznépéből egyelőre szabadon költöző, de földesurának szolgáltatásokkal tartozó jobbágy lett, közéjük olvadt be a korábbi rabszolgák vékony rétege. Fokozatosan megjelent a városi polgárság. A rendi társadalom felső rétegét az országbárók és főpapok alkották, alattuk voltak a nemesek és a polgárok. A közvetlenül termelő mezőgazdasági népesség jelentékeny része még szabad paraszti kiváltságokat őrzött, Erdélyben ilyen volt a szász és a székely, valamint eleinte a román lakosság is.
A 13. század második felében a régi megyei várak inkább gazdasági központokká váltak. Dés, Kolozsvár, Gyulafehérvár és Torda városaiba a király már kizárólag gazdasági feladattal költöztetett telepeseket (hospites), akik szabad bíróválasztási, vásártartási, vámmentes kereskedési jogot és adózási könnyítéseket kaptak. Német bevándorlók szervezték újjá az erdélyi bányászatot, létrejött Offenbánya-Aranyosbánya, Torockó. A magyar, német telepesekből és a hasonló jogokat elnyert régi várnépekből jött létre az erdélyi magyar városi polgárság. Gyulafehérvárt és Kolozsvárt a király még a 13. században az erdélyi püspöknek adományozta a király. Kolozsvár aztán 1316-ban szabad királyi város lett, Gyulafehérvár viszont a püspöké maradt, ami bizonyos mértékben fékezte városias fejlődését. Doboka vára elvesztette katonai jelentőségét, a Kökényes-Radnót nemzetség kapta meg. Küküllővárat csak a 15. században adományozta el a király. A székely Aranyosszék a tordai várföldeken jött létre 1270 körül. Az Erdélyi-medence belseje, sőt a hegyvidékek egyes részei is az új fő-, közép- és kisnemesség magánbirtokába kerültek.
A magánbirtokosokat a munkaerő hiánya arra késztette, hogy maguk is románokat toborozzanak gyarapodó uradalmaikra. IV. László magyar király volt az első, aki az állandósult belső harcok következtében arra kényszerült, hogy engedményeket tegyen a románok betelepítésére vonatkozó kizárólagos királyi jog rovására. A királyi hatalom folyamatosan csökkent, az egyházi és világi arisztokrácia hatalmának növekedett, és egyre több román került jogtalanul magánbirtokra. III. András a központi hatalom megerőstése érdekében 1293-ban elrendelte, hogy minden Erdélyben magánbirtokoshoz került románt a Fehér megyei királyi földre gyűjtsenek össze, de aztán ő is kénytelen volt további engedményeket tenni.

### A magyar királyok és az oligarchák harcai Erdélyben
IV. Béla már trónörökös korában megkapta az erdélyi dukátust, de ez csak rövid ideig tartott. Ő maga azonban a tatárjárás utáni újjáépítés közepette súlyos ellentétekbe bonyolódott becsvágyó fiával, a későbbi V. Istvánnal. Egymás elleni harcaik során kénytelenek voltak nagy birtokadományokkal toborozni szövetségeseiket a nagyurak közül.
IV. Béla 1257-ben, akárcsak annak idején apja, fiának, Istvánnak adományozta országa keleti részét Erdéllyel együtt. István az ifjabb királyi címe mellett Erdély hercegének is neveztette magát, saját udvartartást vitt, és önálló külpolitikát folytatott. Igyekezett újjászervezni Erdélyt a tatárjárás után, biztosítani védelmét; de a pártjára álló nemeseket neki is bőkezű birtokadományokkal kellett jutalmaznia, csakúgy, mint apjának.
V. István aztán mindössze kétévi uralkodás után 1272-ben meghalt. Fiának, IV. (Kun) Lászlónak kiskorúságát kihasználva az ország legnagyobb hatalmú családjai igazi tartományurakká váltak, kivéve az erdélyi vajdákat, akik 1274 és 1284 között évente cserélődtek, ráadásul más-más családokból kerültek ki. László nagykorúvá nyilvánítása után Erdélyben az ősfoglaló Borsa nemzetségre akart támaszkodni, és Borsa Lorándot tette meg vajdának, aki ezt a tisztséget 1284 és 1295 közt töltötte be. Lászlót azonban pogány orientációja nem tette alkalmassá a rendcsinálásra. Amikor 1285-ben a tatárok újra betörtek Erdélybe, a főnemesek a királyt vádolták behívásukkal. A tatárok és a kunok nagy területeket dúltak fel Erdélyben is, de végül az aranyosszéki székelyek a zsákmánnyal megrakott, hazafelé tartó tatár fősereget szétverték.
Kun László utódja, III. András rövid uralkodása alatt Erdélyben is körutazást tett, hogy megoldást találjon az anarchiára. Jellemző, hogy az egyházi tized miatt az erdélyi püspökkel évszázados küzdelemben álló szászok, a püspök által kivégeztetett vizaknai geréb halálát megbosszulandó, 1277-ben a gyulafehérvári székesegyházat a hívekre gyújtották, majd kirabolták, és a város lakosságát is szinte kiirtották. A király is tehetetlen volt, erdélyi körútja után maga a vajda, Borsa Loránd, támadt fegyverrel a váradi püspökre. Végül a királyi csapatoknak sikerült leverni a vajdát, de utódja, Kán László is magánbirtokának tekintette Erdélyt. A belviszályok során III. András, az utolsó Árpád-házi király halála után a korona is az erdélyi vajda birtokába került. Az új magyar királynak, Károly Róbertnek alkudoznia kellett a korona visszaszolgáltatásáról, ami végül megtörtént, de Kán László haláláig megőrizte hatalmát Erdélyben. Csak ezután foglalhatta vissza a király Erdélyt László vajda fiaitól az 1316-ban Déva mellett vívott csatában. De további évekig tartott az oligarchák hatalmának megtörése Erdélyben is. Az 1321-ben helyébe lépő Kácsik nembeli Szécsényi Tamás vajda végül erős kézzel teremtett rendet. Leverte Kán László híveit, a saját javukra garázdálkodó nemeseket, majd a szászokat is, mégpedig az Alföldről berendelt kun csapatok segítségével. Szécsényi Tamás a királlyal szemben engedelmes volt, Erdélyben azonban ő is a maga hasznát helyezte előtérbe, legalábbis az erdélyi püspök fennmaradt panaszai szerint.

### Nemzetségek, nemesi családok és birtokviszonyok a 14–15. században

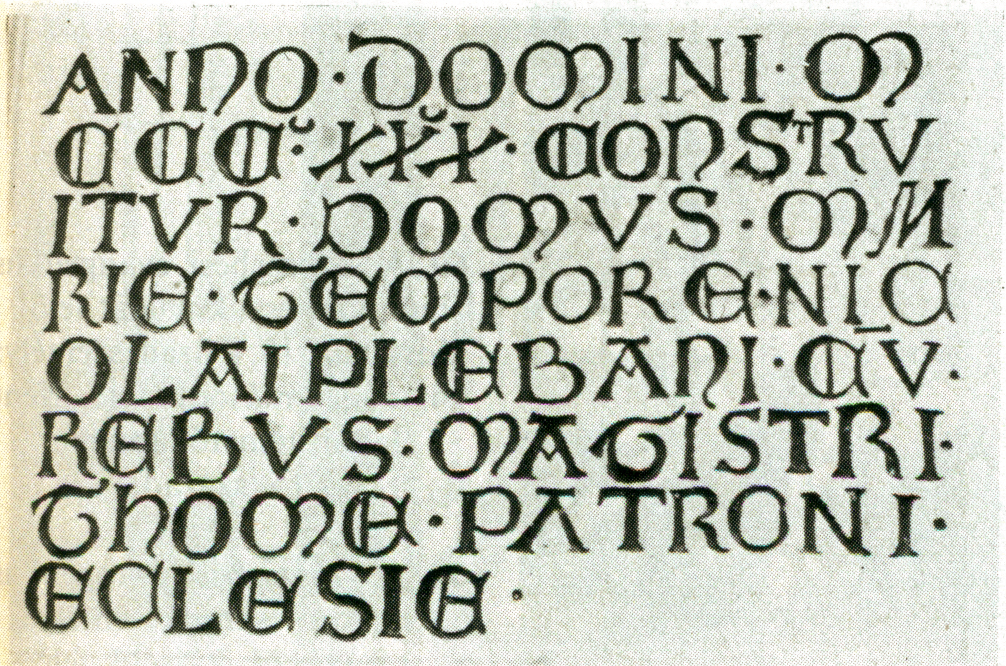
[Losonci Bánffy] Tamás mester, kegyúr építési felirata a szászrégeni evangélikus templom szentélyében: Anno domini MCCCXXX

A 13–15. században nagy változások történtek az erdélyi birtokviszonyokban. A tatárjárás után közvetlenül a király leginkább a nehéz helyzetbe jutott egyházat támogatta. Később Kán László vajda szerzett hatalmas birtokokat, de ezeket aztán lázadásuk miatt fiaitól Károly Róbert elkobozta. Az egyházi földtulajdon Erdélyben nem érte el az ország többi részében kialakult arányokat. A király, illetve az általa kinevezett vajda rendelkezett a legnagyobb földterületekkel, de 1370-ben megkezdődött ezek szétadományozása; ekkor adta Nagy Lajos Almás váruradalmát a Bebek családnak. A királyi-vajdai földtulajdon lényegi részét Zsigmond adományozta el, többször adott egy-egy vajda magántulajdonába egyszerre egész sor váruradalmat. A Losonci Dezsőfiek kapták meg 1387-ben Csicsó várát, 1391-ben Gogán(új)várt, rokonaik, a Losonczi-Bánffyak 1387-ben Bonchidát, 1433-ban Sebesvárt, a Lackfi család 1406-ban (tőlük majd a Losonciak) Bálványost. Zsigmond 1409. október 18-án kelt oklevelével adományozta Hunyadi János román eredetű apjának, Serbe fia Vajknak (Woyk filii Serbe) Hunyadvárat a birtokaival együtt. Ezután már csökkent az adományozás üteme, csak maga Hunyadi János jutott Erdélyben is nagy birtoktestekhez, így Léta várához és Beszterce környékéhez. A vajda hivatali birtoka a 15. század második felében lecsökkent Déva és Görgény váruradalmaira. Ezzel Zsigmond idején Erdély is a világi nagybirtok földje lett, a Hunyadiak mellett főként a Tomaj nemzetség három ága, a Losonciak, a Dezsőfiek és a Bánffyak vezető szerepével.
A tatárjárás után alapozta meg előkelő helyzetét a honfoglaló Kalocsa–Tyukod nembeli Gerendi és a Kökényes-Radnót nemzetségből ekkoriban Erdélybe került Dobokai család is. A 13. század végén dunántúli eredetű családok tűntek fel Erdélyben. A neves Zichy családdal rokon Járaiak birtokába került a Torda vármegyei Jára vára, az Ákos nemzetség egyik ága Torockót kapta meg, a Tomaj nembeli Dénes ispán, a Losonciak őse a láposi uradalmat, míg a Szalók nembeli Simon bán Zala megyei birtokaihoz Erdélyben a Küküllők mentén szerzett újabbakat. Az ő utódai lettek az újkorban sokat szereplő Kendi család tagjai.
Károly Róbert idején az ellenálló honfoglalás kori és később beszármazott nagy családok sora veszítette el hűtlenség miatt birtokait, és bár nagy részüknek a király később megbocsátott, mint a Zsombor és Borsa nemzetségeknek, a vezető szerep az új híveké lett. Kácsik nembeli Szécsényi Tamás Károly Róbert haláláig (1342) volt vajda, és szolgálatai jutalmául ő és rokonai hatalmas birtokokat kaptak. A vezető magyar arisztokraták házasodás révén fonódtak össze a gazdag szász gerébcsaládokkal (mint a Talmácsiak, Radnaiak).
A tatárjárás után a régi királyi vármegyei szervezet Erdélyben is felbomlott. Fokozatosan kialakult a nemesek osztálya az eladományozott királyi birtokok új tulajdonosaiból, az ispáni hatóság alól felszabaduló királyi serviensek és a velük összeolvadó várjobbágyokból. A megye a királyi szolgáló népek szervezetéből közigazgatási és bíráskodási egységgé, nemesi vármegyévé vált.
A társadalmi átalakulás következtében a szegény néprétegek kapcsolata a központi hatalommal megszűnt, sorsuk a nemesség kezébe került. Akiknek saját birtokuk nem volt, földesuruk joghatósága alá kerültek. Fokozatosan létrejött egy új társadalmi osztály, amelyet a megváltozott jelentésű jobbágy névvel jelöltek. Tagjai jogilag és gazdaságilag teljesen a birtokos nemességtől függtek, egyedül a szabad költözködés joga maradt meg számukra. A jobbágyságba a szegény, szolgálatba állt szabadok mellett beolvadtak a volt rabszolgák is. Erdélyben az utolsó rabszolga-felszabadítási oklevél 1339-ből maradt fenn.
A honfoglaló nemzetségek közül a Szamos vidékén letelepedettek leszármazottai a kialakuló erdélyi nemesi társadalomnak is az alaprétegét adták. Az öt nemzetség számos ágra oszlott, tagjai az erdélyi közélet fontos tényezői maradtak, időnként országos szerepelt is játszottak. A Zsombor nemzetség Zsombori főága a 14. század első felében férfiágon kihalt, a nevet egy beházasodó barcasági szász gerébcsalád leányágon vitte tovább. A nemzetség másik ágaiból származtak, az Esküllői Botos, Köblösi Teke, Keresztúri Ördög, illetőleg a Macskási, Szilvási és Gyulai családok. Az Agmánd nemzetség legnevezetesebb ága a Kecseti volt. A Borsa nemzetség is tovább virágzott Erdélyben. A Kalocsa nemzetség főága a 14. század közepén kihalt, a Kalocsa ág azonban három igen befolyásos családban (Gerendi, Detrei Urkundfi és Figedi) fennmaradt. A Mikola nemzetségből származó Kemény család a 17. században erdélyi fejedelmet is adott.
A Mezőségben így kialakult magyar nemesi társadalmon belül a különbségek leginkább vagyoni természetűek voltak, mivel a családok egy része úgy megszaporodott, hogy egy-egy faluban több nemesi család is élt, és kétkezi munkájával maga művelte a földet (ilyen településeket, mint Magyarmacskás, Burjánosbuda, Kide, Csomafája, „kuriálisnak” nevezték), de az átlagos családok is ritkán birtokoltak 10 falunál többet. A legvagyonosabbak 20-30 falva sem alkotott összefüggő tömböt. Egységes uradalmak csak ennek a kis- és középnemesi vidéknek a szélein keletkeztek.
Az erdélyi nemesség kialakulása, csakúgy, mint a társadalmi fejlődés más vonatkozásai, Magyarország többi területeihez képest kissé lassabban haladt előre. Az itteni nemesek még a 14. század elején is adót fizettek a királynak, illetőleg a vajdának; ez alól Károly Róbert mentette fel őket 1324-ben, hálából a szász felkelés leverése körül szerzett érdemeikért. A bíráskodási jogot, azaz a teljes földesúri hatalmat pedig csak 1342-ben nyerték el. A vajda az erdélyi megyéket egyetlen megyeként kormányozta, ami erősen fékezte a helyi önkormányzatok kialakulását. Így az erdélyi nemesek egyéni társadalmi pozíciója megfelelt Magyarország többi területének, de közös politikai súlyukat nem tudták érvényesíteni a vajdával szemben. Akadályozta ezt a hűbériség sajátos magyar változata, az úgynevezett familiaritás intézménye is.
Nagy Lajos 1351. évi törvényében megerősítette azt az ősi jogszokást erősítette meg, hogy a nemesi birtok a család birtokában marad, ameddig férfiági leszármazói vannak. Ellenkező esetben a birtok a királyra szállt, aki azt általában azonnal továbbadományozta, gyakran a leányági leszármazóknak. Erdélynek a 14. század folyamán élesen elkülönültek azok a területei, amelyeken a nemesi–jobbágyi osztálytársadalom rendje érvényesült, a székelyek és szászok homogén társadalmának területeitől. Ez utóbbiakon a király nem érvényesítette a háramlási jogot sem kihalás, sem hűtlenség esetében, hanem a gazdátlanná vált birtok a székely, illetőleg szász közösségre szállt vissza. Az előbbiekből alakultak ki a nemesi megyék (Belső-Szolnok, Doboka, Kolozs, Torda, Fehér a szász és székely területbe beékelődő enklávéival, Küküllő és Hunyad vármegye), élükön a vajdával és az általa kinevezett ispánokkal, míg a székelyek és szászok közigazgatási területeit megkülönböztetésül székeknek (sedes) kezdték nevezni.
A nemesi osztály létrehozásának a fő célja a királyok honvédelmi politikája volt. A katona és a nemes azonos fogalmakká váltak, a nemesi életformának a vele járó hatalmas gazdasági és politikai előnyök (mint a jobbágy ingyenes munkaerejével művelt szabad birtok, az adómentesség) mellett erkölcsi vonzereje is volt a székely, szász és román társadalomra.

### A székely társadalom alakulása
A székelyek sajátos társadalmának jellegzetességei a kezdetektől közel álltak, a személyi szabadság és a személyes katonáskodási kötelezettség révén, az újonnan kialakuló nemességéhez. A 14. században a székelyeket szűkebb hazájukon kívül is nemesnek tekintették. A Székelyföldön belül azonban az ősi vagyonközösség és a jogi egyenlőség gátat vetett a magánbirtok megszerzésének, a jobbágyok foglalkoztatásának, végső soron a társadalmi differenciálódásnak. A vállalkozóbb székelyek a királyi szolgálat révén próbáltak kiemelkedni, így egyéni birtokadományokhoz juthattak. Székely anyagi jogaikhoz is ragaszkodtak, ezért általában a Székelyföld szomszédságában, de megyei területen szereztek birtokokat. Főleg a székely területbe ékelődött királyi várbirtokok kerültek a székely eredetű új nemesség tulajdonába. Ők aztán nemesi módon akarták birtokolni székely tulajdonukat is, ami miatt összeütközésbe kerültek a hagyományos módon élő székelyekkel, akiknek általában sikerült megőrizni társadalmi állásukat.
A kor hadművészetének fő jellemzője a páncélos vitézek harca volt, de ehhez a székelység a gazdasági feltételek hiánya miatt nem jutott el, mindvégig a könnyűlovasság maradt a fegyvernemük. Magyarország más részein ez már kiveszőben volt, ez okozta többek között a jászok és a kunok közösségeinek felbomlását és köznépük beolvadását a magyar jobbágyságba. Erdélyt azonban az egész középkorban olyan ellenségek fenyegették, mint a szintén könnyűlovasságot alkalmazó tatárok, litvánok, románok, majd törökök, így a székelyek ősi harcmodora és felszerelése tehát továbbra is jól alkalmazható maradt. Ez lehetővé tette a személyes hadba szállás révén a személyi szabadság megőrzését is.
A társadalmi fejlődés azonban az akadályok ellenére a székelyek körében is utat tört magának. A szászok betelepítése és saját népességük növekedése szűkítette a külterjes pásztorkodás lehetőségeit. Az eredetileg lótenyésztő székelység eleinte a szarvasmarha-tenyésztést kezdte szorgalmazni, majd egyre fontosabb lett a földművelés. A földbirtokot a nemzetségek ugyan évente nyílhúzással sorsolták ki, de a vezető családok nagyobb részt kaptak a közösből. Ők még sokáig hadizsákmányban szerzett rabszolgákat is dolgoztattak, és ennek révén is, erdőirtással, saját magán-földtulajdont szereztek. Megindult a székely földbirtokos arisztokrácia kialakulása, mely a közösségi tisztségeket is megszerezte. A hadnagyi és bírói tisztség örökletessé vált, és összekapcsolódott a megfelelő méretű földbirtok tulajdonlásával, így a birtok eladásával a tisztség is a vásárlóra szállt. Ennek következtében magyar nemesi családok (mint a Barcsaiak vagy Apafiak) is jogosulttá váltak székely tisztségek betöltésére.
A székely letelepedés folyamatának lezáródását a székek kialakulása jelezte. Ezeket eredetileg egy-egy bírói szék (sedes judiciaria) joghatósági körzetét jelentették

### A szász gerébek helyzetének változása
A szászok nem személy szerint szálltak hadba, hanem meghatározott számú katonát kellett kiállítaniuk. Az egyéni katonáskodással járó társadalmi előnyök csak a vezetőikre, a gerébekre vonatkoztak, akik egy személyben bírók, közigazgatási vezetők és katonai parancsnokok is voltak. Tisztségük összefonódott a vele járó ingatlanvagyonnal forrt össze, és eladhatóvá is vált. A gerébet is kötötték a közösség szabályai, ezért szabadabb érvényesülésükét a székely vezetőkhöz hasonlóan a Szászföld szélén, megyei területen keresték. Katonai érdemeik révén a gerébek nemesi módra bortkolt földeket szereztek, ezeket főleg szászokkal telepítették be, de de őket jobbágyokként kezelték.
A gerébek közül számosakat a királyok formálisan is megnemesítettek, de a gerébek nem adták fel szászföldi jogaikat sem, sőt a megyei birtokaik adta erejük révén meg is erősítették vezető szerepüket a szász közösségen belül. A gerébek megyei birtokaik révén szoros kapcsolatokba léptek a magyar nemességgel, egyre gyakoribbá váltak a házassági kötelékek családjaik között. A folyamat végül a gerébcsaládok teljes elmagyarosodásához vezetett. Részben a jogegyenlőséget és a népegységet féltő szász középréteg nyomására a gerébcsaládok végül eladták, illetve visszaadták etnikai közösségüknek szászföldi birtokaikat és tisztségeiket, és végleg kiköltöztek a magyar megyei területre, ahol nemesekként éltek tovább. Ilyen módon a szász egyenlőség elve felülkerekedett, nem alakult ki szász nemesi osztály, s a szász parasztság sem süllyedt jobbágysorba.

### A szászok és az erdélyi városok

Az erdélyi szászok címere

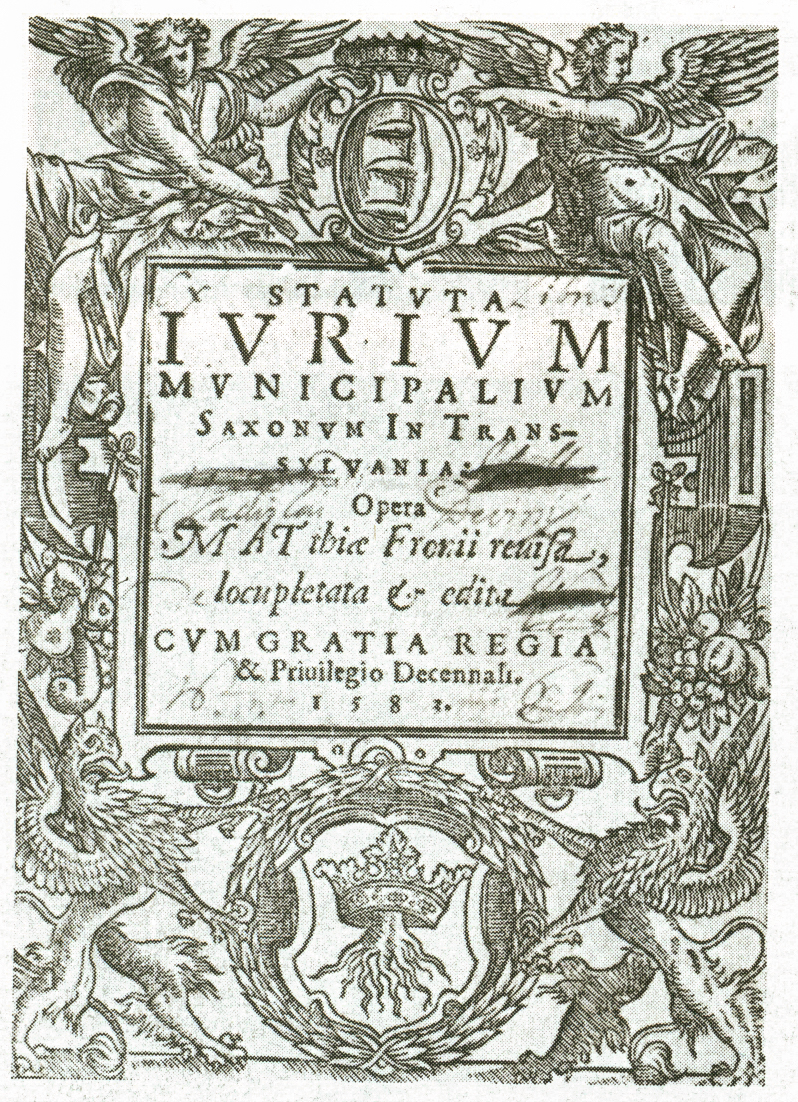
Az erdélyi szászok törvényeinek gyűjteménye, 1583-as kiadás

Az elmagyarosodó gerébek helyébe új szász vezető réteg lépett, a kereskedelem révén meggazdagodott, városiasodó polgárság. Az erdélyi városok nem a német bevándorlók által magukkal hozott csírákból, hanem a magyarországi gazdasági-társadalmi fejlődés következményeképpen alakultak ki. A korai erdélyi szász társadalom, kimondottan falusi módon élt. A kifejlődő magyarországi városokat sajátos jogrendjükkel, életmódjukkal, iparos-kereskedő foglalkozásaikkal a magyarországi fejlődés hozta létre, természetesen a nyugat-európai városok mintájára, csakúgy, mint a lovagság, a hűbériség, a román vagy gótikus építészeti stílus is nyugati mintára hódított tért hazánkban.
Az erdélyi városok egy része, Dés, Kolozsvár, Torda, Gyulafehérvár a tatárjárás után katonai jelentőségüket elvesztett királyi várak helyén jött létre, a földművelő és iparűző várnépek összeolvadtak az újonnan jött iparos és kereskedő telepesekkel, mely utóbbiak között voltak a német betelepülők is. A szász városok is eredetileg falvak voltak.
A szász önkormányzatot a magyar királyok építették ki, főleg Károly Róberttől Mátyás királyig. az ispánok, a vajdák, valamint a szász gerébek és közösségek között állandósuló küzdelem elrendezése érdekében. Ennek nyomán az erdélyi szászok összessége egyetlen vezető, a szász gróf alatt egyesült, mely utóbbi tisztet a szebeni polgármester töltötte be.
Havaselve és Moldva, a későbbi román fejedelemségek, melyeket a 13. század elején még mint kun területeket csatolt országához IV. Béla király, a tatárjárás után névleg a magyar királyok országai maradtak. A hatalmi helyzet azonban a folytatódó tatár támadások miatt meglehetősen bizonytalan volt. A magyar királyok az oda települt románok vezetőin, a vajdákon keresztül igyekeztek érvényesíteni hatalmukat, de utóbbiak önállóságra törekedtek. A magyar politikai befolyás csökkenése ellenére a gazdasági érdekeket sikerült érvényesíteni. A nyerstermékekben gazdag két román vajdaság maga is érdekelt volt az Erdéllyel folytatott kereskedelemben. A magyar oldalon keletkező haszon döntő részét a határhoz közel eső szász városok, főleg Szeben, Brassó és Beszterce szerezték meg. Nagy Lajos 1369-ben Brassónak biztosította az árumegállítási jogot, vagyis arra kötelezte a lengyel és német kereskedőket, hogy Havaselve felé menet a legfontosabb árucikket, a posztót brassóiaknak adják el, és így ők vihessék azt tovább, illetve a román földről beszerzett mezőgazdasági termékeket és állatokat szintén a brassói piacon értékesítsék. 1368-ban Beszterce, 1378-ban pedig Szeben is megkapta ezt a jogot a rajtuk átvezető kereskedelmi utakra vonatkozóan.
A szász közvetítő kereskedelem után a céheik csak később kapcsolódtak be a gazdasági fellendülésbe. A 15. századtól az erdélyi ipar termékei is piacot találtak a déli, keleti határokon túl. A kivitelben ruházat, edény, kések, különböző fegyverek, fém-félkészítmények, fűszerek, ötvösművek, pergamen, papír, szekerek, sőt szárított gyümölcs és sütemények is szerepeltek. A behozatal továbbra is főleg nyerstermékekből állt (élőállat, nyersbőr, gyapjú, viasz, méz, ritkábban gabona).
A határszorosokon uralkodó három nagy szász város mellett a magyar városok (Dés, Torda, Gyulafehérvár), a székely központok (Marosvásárhely, Kézdivásárhely, Udvarhely, Sepsiszentgyörgy), sőt a többi szász város is (Szászsebes, Medgyes, Segesvár, Szászváros) lemaradt ebben a kereskedelmi és ipari fellendülésben. A székelység katonai életformája is akadályozta a kereskedőréteg kialakulását. Csak Kolozsvár, ez az alapításakor vegyes, magyar és német lakosságú város volt képes versenyezni velük, mivel a külső Magyarországból Erdélybe vezető kereskedelmi utakat kezében tarthatta. A 14. század második felében indult meg az iparosodás a falai között, és ez a városi szabadsággal együtt vonzotta a környék magyar jobbágylakosságát. További német, iparos bevándorlók is érkeztek, és a gazdagodó kereskedőréteg is részt követelt magának Kolozsvár vezetésében. A magyarok és szászok küzdeni kezdtek a városi irányításáért. Eleinte a szászok kerültek fölénybe, a többséget adó magyar polgárság azonban a központi hatalom támogatásával 1458-ban elérte, hogy a bírói tisztség és a tanácstagságok paritásos alapon oszoljanak meg. Ettől kezdve a természetes fejlődés a magyarságnak kedvezett, a szász népesség aránya visszaesett, és az újkor elejére Kolozsvár már nagy magyar többségű város lett. Gyulafehérvár tiszta magyar város volt és maradt. A bányavárosok (Dés, Torda, Szék, Kolozs, Abrudbánya, Zalatna, Offenbánya, Torockó) kisebb-nagyobb német lakosságát a környékbeli magyar parasztság beáramlása révén létrejött magyar túlsúly beolvasztotta. A szász városokban fordított folyamat zajlott le, a magyarok asszimilálódtak a helyi németekhez. (Szászsebesen pl. egy Székely utca őrzi a régi magyar lakosság emlékét). A városok magyarosodását a magyar falvak erőteljes iparosodása tette lehetővé. A brassói román kereskedőkön kívül a románság az erdélyi városok fejlődésében még nem vett részt.
A városi polgárok a 14. század közepén még csak csak kereskedők és földbirtokosok voltak, az iparosok helyzete alárendelet volt. A gerébek kezében lévő városbírói tisztség mellett 1366-tól kezdődően Szebenben, Segesváron és Brassóban megjelent a polgármester, aki már a gazdagodó kereskedők képviselője, aki aztán a gerébek háttérbe szorulásával párhuzamosan átvette a vezető szerepet a városbíráktól. A falusi eredetre emlékeztetett a szász városokban fennmaradt, alárendelt falubíró („Hann”) intézménye is.
Az új patríciusok rendje városonként csak néhány családot foglalt magába. Az iparosok a céhek fokozatos létrejötte ellenére függő helyzetben maradtak. A 16. század elején a magyar nemesek és a közszékelyek politikai mozgalmaival párhuzamosan a szász köznép, parasztság is lázadozott urai ellen, 1520-ban például szász parasztok megölték a segesvári polgármestert. A szász parasztságot nem csak a patríciusok, hanem általában a városok is elnyomták gazdaságilag, a kispolgár is a paraszt fölött állott. Később a városi céhmesterek is kiterjesztették hatalmukat a falusi iparra is. A szász jogegyenlőség elve a valóságban nem érvényesült, bár a szász parasztság még így is sokkal jobb helyzetben volt, mint a magyar jobbágy vagy a szegény közszékely. A szászok körében a polgári életforma hatására a katonáskodás térbe szorult. Hadkötelezettségüket inkább pénzen váltották meg, vagy székely, román zsoldoscsapatokat fogadtak fel.
A polgári életmódra való áttérés együtt járt a szász nemzeti érzés erősödésével. Ahogy a magyarságnak, a szászoknak is volt addig is népközösségi öntudata addig is, de ebben az érzésben a társadalmi helyzet nagyobb szerepet játszott, mint a származás vagy a nyelv, és nem volt más nemzetiségek elleni politikai éle. A szász polgárság a megerősödése után azonban már éppen olyan szenvedélyes nemzetiségi elfogultságot mutatott, mint a középkor végi magyar köznemesség. A szász városokból, céhekből kitiltották a más nemzetiségűeket.

### Az erdélyi románság a 14–15. században
A 13. században Erdélyben csak szórványosan jelentek meg román telepek, a 14. században azonban egyre nagyobb ütemet vett fel a bevándorlás a magyar előkelők szervezésében. 1334-ben például az ország egyik legelőkelőbb méltósága, a kalocsai érsek szervezésében egy bizonyos Bogdán vajda költözött be olyan nagy számú népével, hogy a folyamat kilenc hónapig tartott. 1365-ben Balk vajda négy testvérével Moldvából költözött Magyarországra, egész kis népvándorlást indítva meg, aminek révén Erdély addig nagyrészt lakatlan északi hegyvidéke gyors ütemben népesült be.
A 15. századra a románok végleg elhagyták a Dunától délre fekvő balkáni területeket és zömükben a Havasalföldre költöztek. A magyar királyok már elnézték, hogy a központi hatalmon kívül az erdélyi földbirtokosok maguk is telepíthessenek be földjeikre románokat, eleinte a legelőnek alkalmas területek kihasználására, de ennek fogytával megindult az állandó román telepek, majd falvak kialakulása.
A románság vezetői, a vajdák és kenézek, a szász gerébekhez hasonlóan, fokozatosan magyar nemességhez jutottak hadi érdemeik révén. Eleinte ez feltételekhez volt kötve, mint magyar feltételes (conditionarius) nemesek esetében, továbbra is kikötve anyagi természetű szolgáltatásokat és megszabott mértékű katonaállítást. Az ilyen félnemesi helyzet neve „nemes vajda”, illetve „nemes kenéz” volt (nobilis vaivoda, nobilis kenezius).
A váradi és erdélyi püspökök hasonlóan feltételes „egyházi nemességet” adományoztak a románok vezetőinek. A püspökök félnemes vajdáinak ez a függősége egészen az újkorig fennmaradt, viszont a királyi nemes vajdák és kenézek hamarosan elérték a feltételek nélküli, úgynevezett országos nemességet, azaz egyenrangúvá váltak a magyar nemességgel.
A román vajdák és kenézek arra a birtokra kaptak nemesi jogot, amit addig tisztviselőként kezeltek. Ennek révén alattvalóik, a közrománok a jobbágyaikká váltak. Így külön erdélyi román rendi „nemzet” nem alakult ki, a román nemes a magyar nemeshez, a jobbágy a magyar jobbágyhoz hasonult.
A román kenézek magyar nemessé válása a leggyorsabban Erdélyen kívül, Máramarosban ment végbe. Az itteni román vezetők részt vettek a magyar királyok hadjárataiban, és egyre többen kapták meg a nemességet, mint a Szurdoki, Bedőházi, Váralji és Felsőrónai kenézcsaládok a 14. század derekán. A máramarosi román etnikumú nemesek 1380 körül a magyar nemesi megyék mintájára alakították ki saját önkormányzatukat. Közülük kerültek ki az első magyarországi román eredetű nagybirtokos arisztokraták, a Drágfiak.
Erdélyben a folyamat lassabban haladt. Itt a román kenézek tömeges nemesítése a 15. századra maradt és Hunyadi János nevéhez fűződik, aki eredetileg szintén közülük került ki. A Hunyad megyei Nádasdi Ungor, Malomvizi Kenderesi és Kendeffy, Csulai, a szörényi bánságbeli Csornai, Bizerei, Mutnoki, Temeseli Dési, Macskási román kenézcsaládok pályafutása Hunyadi mellől indult el. Csak Hunyad megyében bármely megye magyar kisnemességével vetekedő számban jelentek meg a 15. század második felében az új román nemescsaládok, köztük igazi nagybirtokosok is, mint a Szálláspataki rokonságot és a Demsusi Muzsinák, akik közül származott Hunyadi anyja. Fogaras vidékén a román vezető réteg a bolgár eredetű „bojár” elnevezést viselte. A fogarasi bojárok közül is több család emelkedett a magyar országos nemességbe, például a később nagy szerepet játszó Maylád család.
A katolikus vallást a román nemesek egy része átvette, mások nem. A magyar királyok csak a déli határvidéken ragaszkodtak az áttéréshez, a havasalföldi román vajdák befolyása elleni védekezésképpen. A román nemesek nagy része, a középkori szlovák eredetű és nyelvű magyar nemességhez hasonlóan eszmeileg teljesen azonosult a magyarsággal, bár nyelvileg a folyamat lassabb volt. A román etnikumú magyarországi nemesek öntudatosan vallották magukat a nemesi „magyar nemzet” tagjának, és később – havasalföldi rokonaiktől eltérően – a törökkel szemben is odaadással folytatták a küzdelmet, ami feltétele volt kiváltságos helyzetüknek.
A magyar közvélemény, az akkor már erős nemzetiségi öntudatú magyar nemesség sem tekintette a román nemest idegennek. A 15. század második felében a királyok egymás után emeltek román nemeseket fontos méltóságokba, mint Csornai Mihály, Mutnoki István és Mihály, Macskási Péter szörényi bánokat, Malomvizi Kenderesi János, Pestényi Mihály, Temeseli Dési Péter megyei ispánokat. Nádasdi Ungor János Mátyás király legkedvesebb hívei közé tartozott és felesége révén, aki Lendvai Bánffy leány volt, a legrégibb magyar arisztokrata családokkal tartott rokonságot. Hadi sikerei után óriási birtokokat nyert el. A Hátszeg vidéki Csulai Vlad szerény birtokú nemes kenéz 7 fia közül 5 ért el magas magyar közéleti rangot, Ficsor László jajcai, majd szörényi, Kende Miklós sabáci, Móré György szörényi és nándorfehérvári bán, Báncsa János bálványosi várnagy, Móré Fülöp pedig pécsi püspök lett, feleséget az előkelő Bethlen, Haranglábi és Dóczi családokból kaptak maguknak.

### A három erdélyi rendi „nemzet”

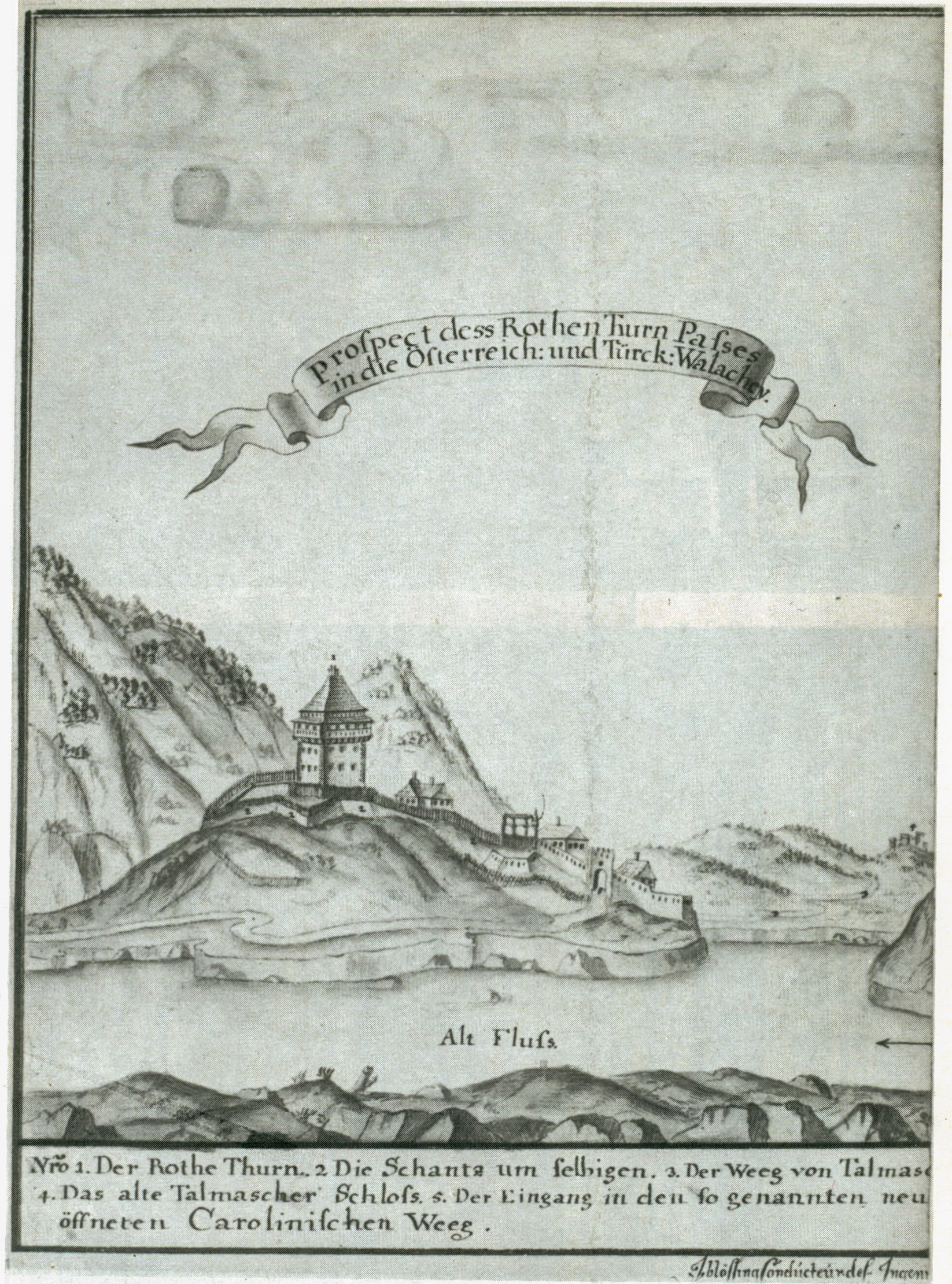
A 14. századi Vöröstorony vár (másképpen Latorvár) az Olt partján. Háttérben a talmácsi vár. 18. századi rajz

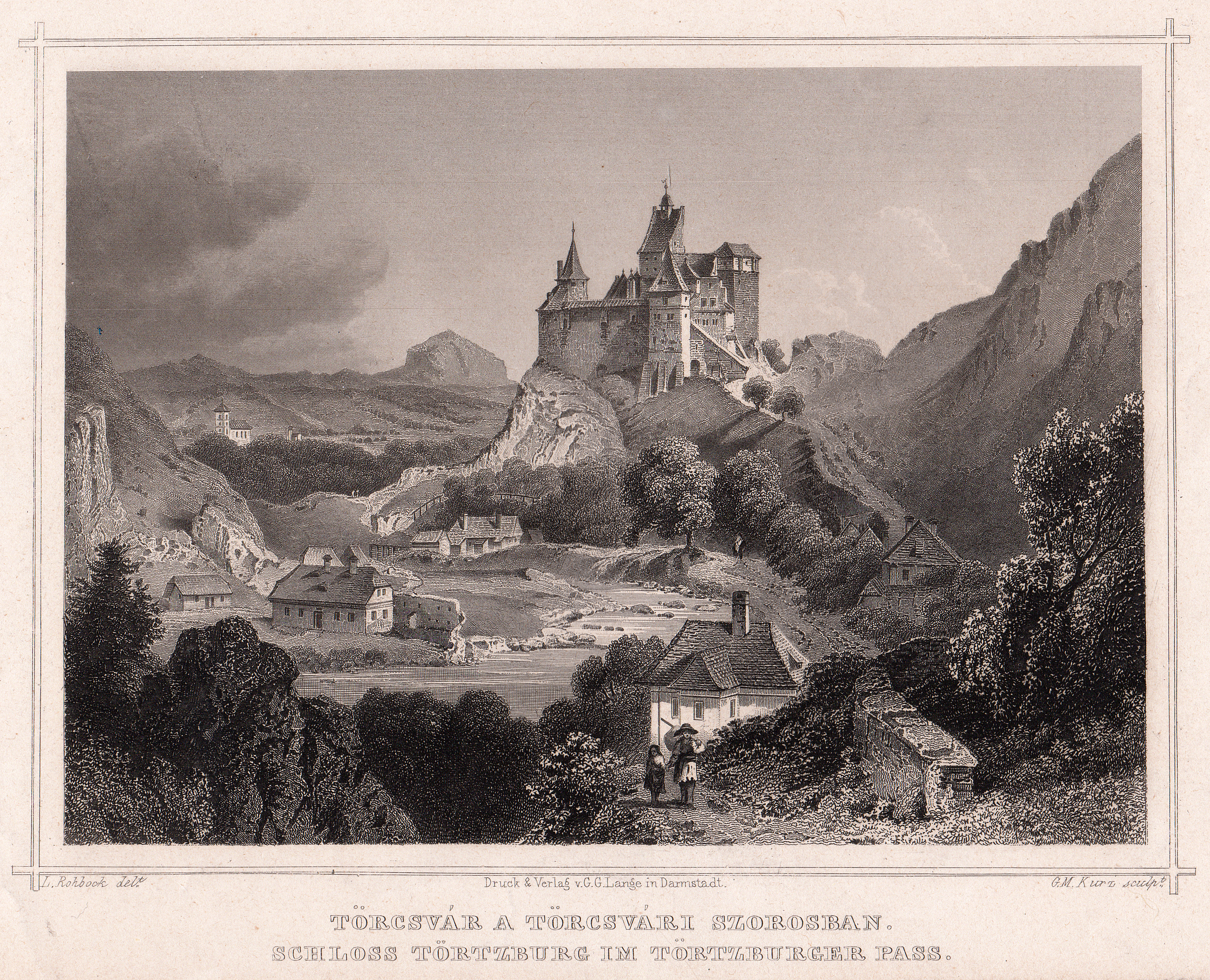
Törcsvár 19. századi metszeten

Az erdélyi magyar nemesség, a székelység és a szászság belső ellentéteik dacára kifelé sajátos jogrendjük, szokásaik alapján egységes, erős rendi öntudattal rendelkező társadalmi érdekközösséget alkottak. A kor szóhasználata e három erdélyi rendet „nemzet”-eknek (natio) nevezte, ami erősen különbözött a szó mai, származásra és anyanyelvre utaló tartalmától.
Az erdélyi rendi nemzetek nem estek egybe a nemzetiségekkel. Tagjuk csak szabad ember lehetett, a jobbágyok, nemzetiségüktől függetlenül kívül rekedtek ezeken a kereteken. A nemesi „nemzetbe” tartozott minden katonáskodó szabad, egyéni földtulajdonnal rendelkező birtokos, függetlenül attól, hogy származása, anyanyelve szerint magyar, székely, román, vagy szász volt. A szász és román nemesek elmagyarosodása a többséghez való önkéntes alkalmazkodás, asszimiláció révén történt. A nemesek, származásuktól függetlenül, a középkori Magyarországon az idegen elemnek a hivatalviselésből való kirekesztésére törekedtek, de idegen alatt mindig az első generációs bevándoroltakat értették. A nemesi „nemzeti” párt által preferált uralkodó-jelöltek egyike sem volt vér szerint magyar eredetű (Hunyadi Mátyás és Szapolyai János). Az erdélyi magyar nemesek és a szászok középkor végi éles, kölcsönös ellenérzései nagyrészt a földbirtokos nemesség és a polgárság közötti életformabeli ellentéteken, valamint a kor politikai németellenességén alapultak. A székely „nemzet” rég nem volt külön etnikum; a köztudat már ekkor is a legmagyarabb magyaroknak tartotta a székelyeket.
A szász „nemzet” (natio Saxonica) valóban jelentett etnikumot is, de ez nem foglalta magába sem a nemesi megyék területén fekvő városok német polgárait, sem a szász jobbágyokat. Román rendi „nemzet” pedig nem létezett, mert létrejöttét a vajdáknak és a kenézeknek a magyar nemesség felé közeledése, valamint a közrendű románoknak a jobbágysorba süllyesztése megakadályozta.
A 14. század Erdélyben, csakúgy, mint egész Magyarországon, a politikai és gazdasági konszolidáció kora. Nagy Lajos a magyar királyok közül a leggyakrabban látogatott Erdélybe. A király a havasalföldi román vajdák betörései ellen építtette újjá a Talmács és Törcs várait.
Az erdélyi vajdák a 14. században hosszú ideig voltak hivatalban, ez biztosította a politikai vezetés folyamatosságát. Szécsényi Tamás huszonkét, a Lackfiak huszonhat, Losonci László tizenöt évig viselték a vajdai hivatalt. Az olyan fontos ügyekben, amelyek mindhárom nemzet tagjait érintették, a királynak kellett volna közgyűlést (congregatio generalis) összehívni, de ezt általában a vajdára bízta. Ezeket a közgyűléseket a 14. század végén elég sűrűn tartották ahhoz, hogy erősödjön a „három nemzet” politikai öntudata.
Az Anjouk férfiágának kihalása után a Károly Róbert és Nagy Lajos által megfékezett magyarországi oligarchia pártharcai feldúlták az ország békéjét. Luxemburgi Zsigmond kénytelen volt osztozni a hatalomban a megerősödött arisztokráciával, akiknek támogatását Erdélyben is csak újabb és újabb birtokadományokkal tudta megnyerni. Stiborici Stibor vajda, Lajos király kiváló lengyel vitéze a 15. század elején még gyakran személyesen intézte a vajdai teendőket, utódai, Csáky Miklós majd fia, László, azonban gyakorlatilag feléje sem néztek Erdélynek, helyettük alvajdájuk, Váraskeszi Lépes Loránd kormányzott, de ő is elsősorban családja érdekeit nézte.

### A török veszély megjelenése
A 14. század végén jelent meg a magyar déli határon a török. Mircse havasalföldi vajda hősies küzdelem után kénytelen volt Erdélybe menekülni. 1395-ben magyar sereggel tért haza, de a török újra legyőzte őket, Losonci István magyar vezér is elesett. is Ezután Zsigmond személyesen vezetett hadat a törökök ellen, de sikertelenül ostromolta Kisnikápolyt, és jelentős veszteségeket szenvedett. A török betört a Barcaságba is. Hamarosan Mircse is török vazallus lett. Zsigmond király csapatai hiába foglalták vissza néhány alkalommal a Havasalföldet, a magyar haderő távozása után a magyar hűbért vállaló román vajdát a török által támogatott ellenfele újra meg újra elűzte. Havasalföld így állandó hadszíntér lett, és a törökök, általában a hozzájuk állt vajdával együtt, gyakran betörtek Erdélybe is. Szászföld és Székelyföld egyre súlyosabb károkat szenvedett.
A török veszély miatt a király 1435-ben külön szabályozta az erdélyi haderő felállítását. A vajdát, a székely ispánt s az erdélyi püspököt egyenként 500, a többi egyházi testületet és a városokat egyenként 50–150, a megyéket együttesen 3000, míg a székelyeket és szászokat 4000 katona kiállítására kötelezte. Az erdélyi nemzetek tordai közgyűlése már 1420-ban úgy döntött, hogy a török támadás esetén a székelyek és szászok segítésére minden harmadik nemesnek és minden tizedik jobbágynak hadba kell vonulnia.

### Az erdélyi parasztháború
A növekvő katonai terhek mellett a jobbágyságot több más új adó is sújtotta, amelyeket egyre inkább pénzben követeltek meg uraik és az egyház. Az egyre súlyosabb kizsákmányolás előli menekülés megakadályozása érdekében elvették a jobbágyok szabad költözésének jogát. A husziták csehországi mozgalmának híre és eszméi Erdélybe is eljutottak a taboriták radikális jelszavai – „senki, még a pápa és a császár sem lehet nagyobb senkinél, mert mindnyájan testvérek vagyunk a Krisztusban” – itt is követőkre találtak. 1437-ben Budai Nagy Antal vezetésével kitört az erdélyi parasztfelkelés, ami leverése ellenére bizonyította a parasztság öntudatosodását. Ez a parasztháború méltó helyet foglalt el a kor európai parasztfelkeléseinek sorában.

### A Hunyadiak

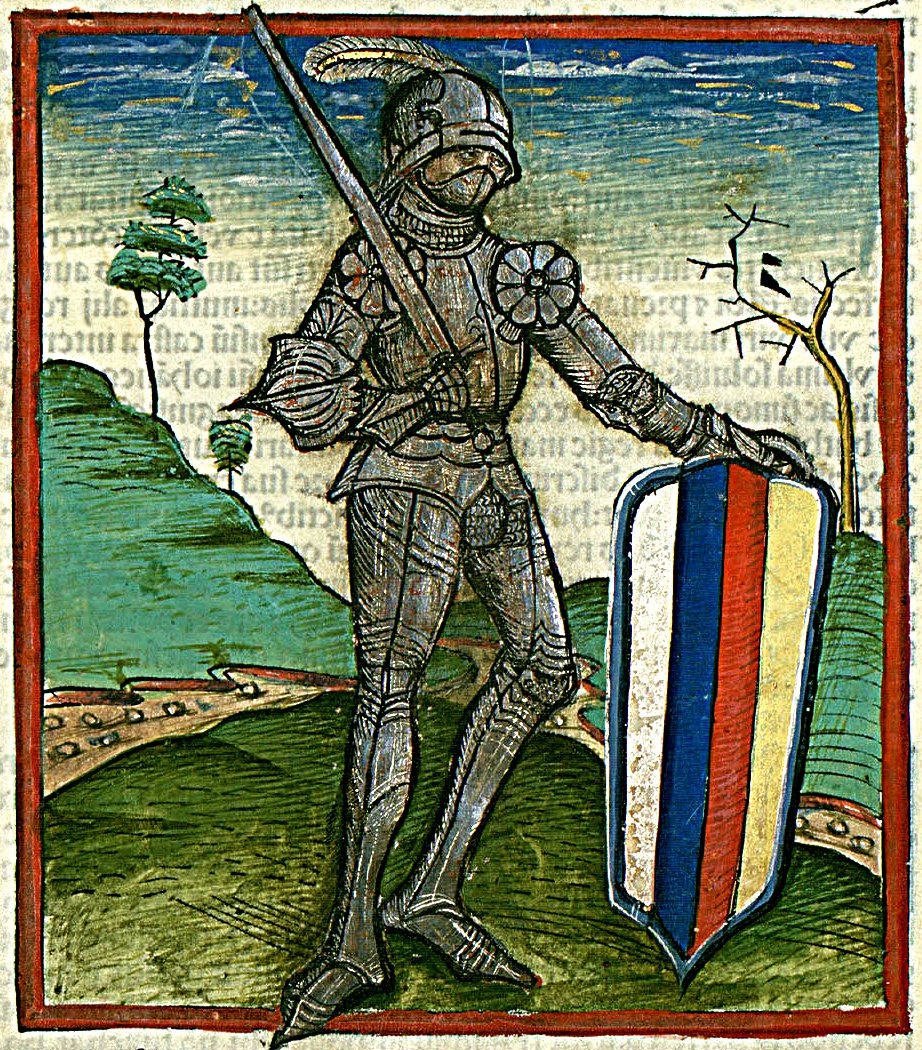
Hunyadi János ábrázolása a Thuróczi-krónikában

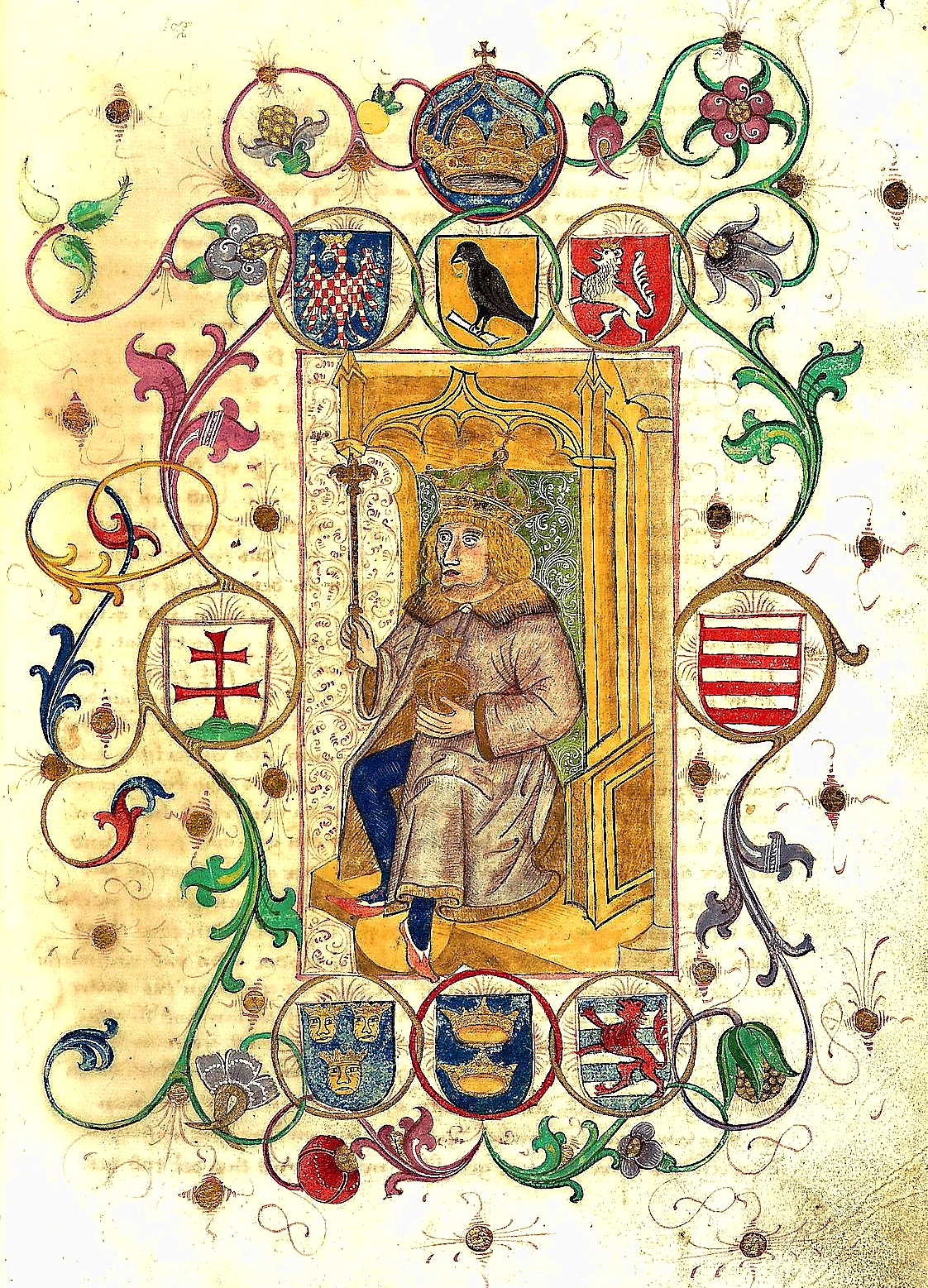
Mátyás címerképei a Thuróczi-krónikában

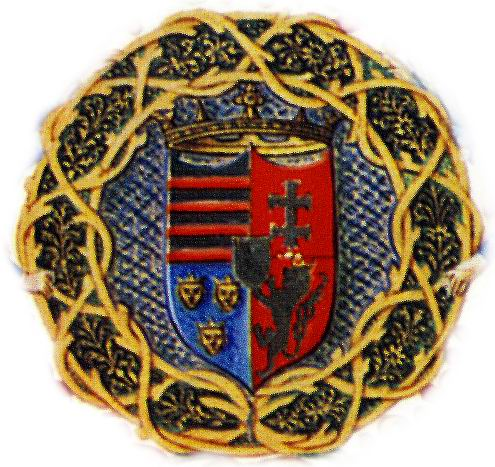
Szilágyi Mihály címere

A lengyel származású I. Ulászló magyar király trónra kerülése idején a török támadások szinte állandósultak Magyarország egész déli határán. Az erdélyi védekezés irányítására a király Hunyadi Jánost nevezte ki erdélyi vajdaként. Hunyadi erdélyi birtokosként jobban szívén viselte ezt a feladatot, mint külső magyarországi elődjei. Érdemeit elismeréseképpen rövid idő alatt hatalmas további adományokban részesült, halálakor Magyarországon addig és utána is példátlan nagyságú területeket, összesen mintegy 4 millió katasztrális holdat birtokolt, ebből egymilliót Erdélyben. Birtokai jövedelméből éveken át maga viselte a török háborúk költségeinek nagy részét is.
1442-ben már sikeresen védelmezte Erdélyt a Mezid bég vezetése alatt behatoló török sereg ellen, bár az első csatákban Lépes György püspök elesett. Hunyadi felszabadította Havasalföldet is, majd további hadjáratokat szervezett a török ellen. 1444-ben azonban Várnánál nagy vereséget szenvedett.
Hunyadi János fiát, I. Mátyás magyar királyt megválasztása után Erdélyben bizalmatlanság fogadta. 1459-ben a „három nemzet” tanácskozásain ez jól érzékelhető volt. Az ellenséges hangulat az erőszakos természetéről hírhedt nagybátyjának, Szilágyi Mihálynak szólt, aki a király nevében súlyos visszaéléseket követett el, különösen a szászok ellen. Mátyás ezután megfosztotta nagybátyját a hatalmától, és helyreállította a szászok ősi jogait.
Mátyás költséges nyugati hadjáratainak terhei, szigora a nemességgel szemben azonban hamarosan Erdélyben is ellenzéki mozgalmakat váltott ki Farnasi Veres Benedek vezetésével. Szentgyörgyi János vajda is csatlakozott a felkeléshez, neki a független erdélyi hercegség feletti uralmat ígérték. Mátyás gyorsan leverte a felkelést és hatalmas birtokokat kobzott el az erdélyi nemességtől. Évszázados múlttal rendelkező nagy családok – mint a Farnasi Veres, Suki, Módi, Kecseti, Drági, Bogáti, Losonci Dezsőfi, Somkeréki Erdélyi, Dobokai, Illyei, Folti – vesztették el, legalábbis ideiglenesen, minden tulajdonukat, birtokaikat a király rokonainak és megbízható híveinek, elsősorban Dengelegi Pongrác János és Csupor Miklós új vajdáknak, valamint Nádasdi Ungor Jánosnak adta.
Mátyás uralkodása idején egyetlen komoly török támadás érte Erdélyt de azt 1479-ben a kenyérmezei csatában visszaverték. A szász városok megerősítették falaikat, a dél-erdélyi falvak pedig kialakították sajátos templomerődjeiket.
Az erdélyi lázadás leverése után Mátyás nagyobb figyelmet fordított Erdélyre, gondosabban válogatta meg vajdáit is, akiknek teendőiket személyesen kellett ellátniuk. Halála után azonban újra felerősödtek az oligarchia pártharcai országszerte. Erdély újabb török rablóhadjáratokat szenvedett el, belső helyzetét pedig a szász és székely mozgalmak nehezítették.

### Az erdélyi társadalom a 15–16. században, felkelések
Erdély a feudalizmus e kései, pénzgazdálkodásra áttérő szakaszában társadalmi fejlődésében elmaradt a külső Magyarországtól. A városiasodás csak Szászföldön haladt előre, megyei területen egyedül Kolozsvár kapta meg a szabad királyi városi rangot. A székely székek központjai is kis mezővárosok maradtak, csak közvetlen környékük hetipiaci központjául szolgáltak. A mezőgazdaság szinte csak helyi szükségletre termelt. A falvakból a mezővárosokba tartó költözés folytatódott, de inkább etnikai, mint gazdasági változással járt: az elvándorló magyar jobbágyok telkein románok telepedtek le, a Mezőségen a szántóföldek egy részéből juhlegelő lett. A pénzgazdálkodás előretörése nem gazdasági fejlődést jelentett, hanem csak a jobbágyok terheinek növekedését.
A piacgazdálkodás előretörésével a székely szabadparaszti rendszer válságba jutott. A korszerű és állandó hadviselésnek nem volt szükséges minden székely katonáskodására. A gyorsan szaporodó székelyek tömegei törpebirtokossá váltak. Vezetőik igyekeztek az elszegényedett székelyeket gazdasági és bírói hatalmuk alá vonni. A jogfosztások lázongásokat idéztek elő. Hunyadi János mint kormányzó és mint erdélyi vajda, főleg a honvédelem érdekében, kétszer is, 1446-ban és 1453-ban közbelépett az elnyomott közrendűek védelmében, és hasonló lépéseket tett Mátyás király is. Az elvi szabadság megerősítése azonban nem biztosította a szegény közszékelyek katonáskodásának anyagi lehetőségeit, ezért 1473-ban a király újra szabályozta azt. Azok a székelyek, akik legalább három zsoldos vagy familiáris lovas katonát ki tudtak állítani, a főemberek (primores) osztályába kerültek, azok, akik a maguk személyében teljesítettek lovas szolgálatot, lettek a „lófők” (primipili), míg a közemberek (pixidarii) személyes szabadságuk fenntartása mellett gyalogosan vonulhattak hadba. Mátyás a közszékelyek csekély harci értéke ellenére, az arisztokrácia fenyegető túlsúlya miatt, támogatta a szabadok alsóbb rétegeit.
A székely válság egyre súlyosbodott a primoroknak és a lófőknek a katonáskodó közrendűekkel szembeni erőszakoskodásai miatt. A forrongó közrendű székelyek 1505-ben Udvarhelyen és 1506-ban Agyagfalván, saját kezdeményezésükből, nemzetgyűléseket tartottak, melyek drákói végzéseket hoztak a székely szabadságot megsértő előkelők ellen, megerősítették a székely jogegyenlőséget. A székely öntudat hatalmasan megerősödött, együtt a legalább a 13. század óta élő hunhagyománnyal, a székelyeknek a hunoktól való eredeztetésével.
A székely önérzet a forrponton volt, amikor 1506-ban a király, fia születésének alkalmával ősi szokás szerint elrendelte az ilyenkor járó székely ököradó behajtását. A katonáskodó székelység méltatlannak tartotta az adó követelését, hiszen a nemesek Magyarországon már régen nem adóztak, a szegények meg nem tudták megfizetni. A kitörő lázadást csak királyi csapatok tudták elfojtani.
1510-ben a király Szapolyai Jánost, a köznemesség népszerű királyjelöltjét, a Habsburgok nagy ellenfelét kényszerült kinevezni erdélyi vajdának. A hatalmas főúr, bár a szegény nemesség hangos pártfogója volt, a közszékelyeket 1519-ben maga verte szét, jószágaikat a székely jog megsértésével elkobozta.
A közszékelyek a parasztokkal ellentétben nemesi jogaikért harcoltak, ezért a székelyek nem csatlakoztak az egyébként székely Dózsa György parasztfelkeléséhez. A parasztháború Erdélyben csak a jobbágyok lakta megyei területre csapott át. Szapolyai vajda azonban sikeresen elfojtotta a mozgalmakat. A felkelés Erdély sorsát csak közvetve érintette, mint ahogy a mohácsi vész is 1526-ban.